# 2006 en els vols espacials
Aquest article és una llista d'esdeveniments de vols espacials relacionats que es van produir el 2006.

## Llançaments
| Data i hora (UTC)       | Coet | Coet                                             | Plataforma de llançament                         | Plataforma de llançament                             | LSP                                                    | LSP                                                    |
| ----------------------- | --- | ------------------------------------------------ | ------------------------------------------------ | ---------------------------------------------------- | ------------------------------------------------------ | ------------------------------------------------------ |
| Data i hora (UTC)       | Càrrega útil | Operador                                         | Òrbita                                           | Funció                                               | Deteriorament (UTC)                                    | Resultat                                               |
| Data i hora (UTC)       | Comentaris |                                                  |                                                  |                                                      |                                                        |                                                        |
| Gener                   | |                                                  |                                                  |                                                      |                                                        |                                                        |
| 19 de gener 19:00:00    | Estats Units - Atlas V 551 | Estats Units - Atlas V 551                       | Estats Units - Cape Canaveral SLC-41             | Estats Units - Cape Canaveral SLC-41                 | Rússia - Estats Units - International Launch Services  | Rússia - Estats Units - International Launch Services  |
| 19 de gener 19:00:00    | Estats Units - New Horizons | NASA                                             | Galactocèntrica                                  | Sobrevol de Plutó                                    | En òrbita                                              | Operacional                                            |
| 19 de gener 19:00:00    | Vol inaugural de l'Atlas V 551, per explorar Plutó i el cinturó de Kuiper, primera nau espacial planificada per visitar Plutó |                                                  |                                                  |                                                      |                                                        |                                                        |
| 18 de gener 11:48       | República de la Xina - Sounding Rocket V | República de la Xina - Sounding Rocket V         | República de la Xina - Jiu Peng                  | República de la Xina - Jiu Peng                      | República de la Xina - NSPO                            | República de la Xina - NSPO                            |
| 18 de gener 11:48       | | NSPO/NCU                                         | Suborbital                                       | Ionosfèric                                           | 11:57                                                  | Reeixit                                                |
| 18 de gener 11:48       | Apogeu: 282 km |                                                  |                                                  |                                                      |                                                        |                                                        |
| 22 de gener 04:00       | Japó - S-310 | Japó - S-310                                     | Japó - Uchinoura                                 | Japó - Uchinoura                                     | Japó - JAXA                                            | Japó - JAXA                                            |
| 22 de gener 04:00       | Japó - Furoshiki | JAXA                                             | Suborbital                                       | Tecnologia                                           | 22 de gener                                            | Reeixit                                                |
| 22 de gener 04:00       | Apogeu: 130 km |                                                  |                                                  |                                                      |                                                        |                                                        |
| 24 de gener 01:33       | Japó - H-IIA 2022 | Japó - H-IIA 2022                                | Japó - Tanegashima LA-Y1                         | Japó - Tanegashima LA-Y1                             | Japó - JAXA                                            | Japó - JAXA                                            |
| 24 de gener 01:33       | Japó - Daichi (ALOS) | JAXA                                             | Heliosíncrona                                    | Teledetecció                                         | En òrbita                                              | Error parcial del vehicle Operacional                  |
| 24 de gener 01:33       | Es van retornar imatges de mala qualitat a causa dels problemes de control d'altitud i de soroll que es va resoldre amb la configuració de programari. |                                                  |                                                  |                                                      |                                                        |                                                        |
| Febrer                  | |                                                  |                                                  |                                                      |                                                        |                                                        |
| 6 de febrer             | Xina - Dong Feng 21 | Xina - Dong Feng 21                              | Xina - Xichang                                   | Xina - Xichang                                       | Xina - PLA                                             | Xina - PLA                                             |
| 6 de febrer             | | PLA                                              | Suborbital                                       | ASAT                                                 | 6 de febrer                                            | Error del vehicle                                      |
| 6 de febrer             | Apogeu: 800 km, es va perdre el satèl·lit |                                                  |                                                  |                                                      |                                                        |                                                        |
| 8 de febrer 18:47       | Canadà - Black Brant IX | Canadà - Black Brant IX                          | Estats Units - White Sands LC-36                 | Estats Units - White Sands LC-36                     | Estats Units - NASA                                    | Estats Units - NASA                                    |
| 8 de febrer 18:47       | Estats Units - MOSES |                                                  | Suborbital                                       | Solar                                                | 8 de febrer                                            | Reeixit                                                |
| 8 de febrer 18:47       | Apogeu: 282 km |                                                  |                                                  |                                                      |                                                        |                                                        |
| 15 de febrer 23:34:55   | Ucraïna - Zenit-3SL | Ucraïna - Zenit-3SL                              | Noruega - Ocean Odyssey                          | Noruega - Ocean Odyssey                              | Nacions Unides - Sea Launch                            | Nacions Unides - Sea Launch                            |
| 15 de febrer 23:34:55   | Estats Units - EchoStar X | EchoStar                                         | Geosíncrona                                      | Comunicacions                                        | En òrbita                                              | Operacional                                            |
| 16 de febrer 08:01      | Estats Units - LGM-30G Minuteman III | Estats Units - LGM-30G Minuteman III             | Estats Units - Vandenberg LF-10                  | Estats Units - Vandenberg LF-10                      | Estats Units - Força Aèria dels Estats Units d'Amèrica | Estats Units - Força Aèria dels Estats Units d'Amèrica |
| 16 de febrer 08:01      | Estats Units - SERV-3 | Força Aèria dels Estats Units d'Amèrica          | Suborbital                                       | Prova de míssils                                     | 16 de febrer                                           | Reeixit                                                |
| 16 de febrer 08:01      | Apogeu: 1300 km |                                                  |                                                  |                                                      |                                                        |                                                        |
| 18 de febrer 06:27      | Japó - H-IIA 2024 | Japó - H-IIA 2024                                | Japó - Tanegashima LA-Y1                         | Japó - Tanegashima LA-Y1                             | Japó - RSC                                             | Japó - RSC                                             |
| 18 de febrer 06:27      | Japó - MTSAT-2 | MILT/JMA                                         | Geosíncrona                                      | ATC/Clima                                            | En òrbita                                              | Operacional                                            |
| 18 de febrer 06:27      | Últim llançament conduït per RSC |                                                  |                                                  |                                                      |                                                        |                                                        |
| 21 de febrer 21:28:00   | Japó - M-V | Japó - M-V                                       | Japó - Uchinoura                                 | Japó - Uchinoura                                     | Japó - JAXA                                            | Japó - JAXA                                            |
| 21 de febrer 21:28:00   | Japó - Akari (ASTRO-F) | JAXA                                             | Heliosíncrona                                    | Astronomia IR                                        | En òrbita                                              | Operacional                                            |
| 21 de febrer 21:28:00   | Japó - Cute-1.7+APD | TiTech                                           | Òrbita baixa                                     | Ràdio novell                                         | En òrbita                                              | Operacional                                            |
| 21 de febrer 21:28:00   | Cute-1.7+APD és un CubeSat 2U |                                                  |                                                  |                                                      |                                                        |                                                        |
| 23 de febrer 16:09      | Estats Units - UGM-27 Polaris (STARS) | Estats Units - UGM-27 Polaris (STARS)            | Estats Units - Kodiak                            | Estats Units - Kodiak                                | Estats Units - Sandia                                  | Estats Units - Sandia                                  |
| 23 de febrer 16:09      | Estats Units - FT-03-1 |                                                  | Suborbital                                       | Objectiu                                             | 23 Februar                                             | Reeixit                                                |
| 23 de febrer 16:09      | Apogeu: 1000 km |                                                  |                                                  |                                                      |                                                        |                                                        |
| 28 de febrer 20:10:00   | Rússia - Proton-M/Briz-M | Rússia - Proton-M/Briz-M                         | Kazakhstan - Baikonur Site 200/39                | Kazakhstan - Baikonur Site 200/39                    | Rússia - Estats Units - International Launch Services  | Rússia - Estats Units - International Launch Services  |
| 28 de febrer 20:10:00   | Aràbia Saudita - Arabsat 4A | Arabsat                                          | Destinat: Geosíncrona Aconseguit: Òrbita mitjana | Comunicacions                                        | 24 de març                                             | Error de llançament                                    |
| 28 de febrer 20:10:00   | Un malfuncionament en l'etapa superior va deixar la càrrega en una òrbita poc útil, va ser desorbitat després d'intents fracassats de pujar en l'òrbita |                                                  |                                                  |                                                      |                                                        |                                                        |
| Març                    | |                                                  |                                                  |                                                      |                                                        |                                                        |
| 8 de març 08:45         | Estats Units - RIM-161 Standard Missile 3 | Estats Units - RIM-161 Standard Missile 3        | Estats Units - USS Lake Erie, PMRF               | Estats Units - USS Lake Erie, PMRF                   | Estats Units - Marina dels Estats Units d'Amèrica      | Estats Units - Marina dels Estats Units d'Amèrica      |
| 8 de març 08:45         | Estats Units - Japó - JCTV-1 | Marina dels Estats Units d'Amèrica/MDA/JMSDF     | Suborbital                                       | Prova de míssils                                     | 8 de març                                              | Reeixit                                                |
| 8 de març 08:45         | Apogeu: 150 km |                                                  |                                                  |                                                      |                                                        |                                                        |
| 11 de març 22:33        | Europa - Ariane 5ECA | Europa - Ariane 5ECA                             | França - Kourou ELA-3                            | França - Kourou ELA-3                                | França - Arianespace                                   | França - Arianespace                                   |
| 11 de març 22:33        | Espanya - SpainSat-1 | Hisdesat                                         | Geosíncrona                                      | Comunicacions                                        | En òrbita                                              | Operacional                                            |
| 11 de març 22:33        | França - Hot Bird 7A | Eutelsat                                         | Geosíncrona                                      | Comunicacions                                        | En òrbita                                              | Operacional                                            |
| 22 de març 14:03        | Estats Units - Pegasus-XL | Estats Units - Pegasus-XL                        | Estats Units - Stargazer, Vandenberg             | Estats Units - Stargazer, Vandenberg                 | Estats Units - Orbital Sciences                        | Estats Units - Orbital Sciences                        |
| 22 de març 14:03        | Estats Units - ST-5A | NASA                                             | Òrbita baixa                                     | Tecnologia                                           | En òrbita                                              | Reeixit                                                |
| 22 de març 14:03        | Estats Units - ST-5B | NASA                                             | Òrbita baixa                                     | Tecnologia                                           | En òrbita                                              | Reeixit                                                |
| 22 de març 14:03        | Estats Units - ST-5C | NASA                                             | Òrbita baixa                                     | Tecnologia                                           | En òrbita                                              | Reeixit                                                |
| 22 de març 14:03        | Tots tres satèl·lits van ser desactivats el 30 de juny |                                                  |                                                  |                                                      |                                                        |                                                        |
| 24 de març 22:30        | Estats Units - Falcon 1 | Estats Units - Falcon 1                          | Illes Marshall - Omelek                          | Illes Marshall - Omelek                              | Estats Units - SpaceX                                  | Estats Units - SpaceX                                  |
| 24 de març 22:30        | Estats Units - FalconSat 2 | USAF Academy                                     | Destinat: Òrbita baixa                           | Investigació de plasma                               | T+60 segons                                            | Error de llançament                                    |
| 24 de març 22:30        | Vol inaugural del Falcon 1, el coet va perdre l'impuls poc després del llançament a causa d'un incendi del motor causats per la corrosió d'una femella en una línia de combustible. |                                                  |                                                  |                                                      |                                                        |                                                        |
| 25 de març 03:15        | Estats Units - Terrier-Orion | Estats Units - Terrier-Orion                     | Austràlia - Woomera LA-2                         | Austràlia - Woomera LA-2                             | Austràlia - Queensland                                 | Austràlia - Queensland                                 |
| 25 de març 03:15        | Austràlia - Hyshot-3 | Queensland                                       | Suborbital                                       | Investigació hipersònica                             | 03:25                                                  | Reeixit                                                |
| 25 de març 03:15        | Apogeu: 325 km |                                                  |                                                  |                                                      |                                                        |                                                        |
| 30 de març 02:30:20     | Rússia - Soiuz-FG | Rússia - Soiuz-FG                                | Kazakhstan - Baikonur Site 1/5                   | Kazakhstan - Baikonur Site 1/5                       | Rússia - Roskosmos                                     | Rússia - Roskosmos                                     |
| 30 de març 02:30:20     | Rússia - Soiuz TMA-8 | Roskosmos                                        | Òrbita baixa (ISS)                               | ISS Expedition 13                                    | 29 de setembre 01:13                                   | Reeixit                                                |
| 30 de març 02:30:20     | Vol espacial orbital tripulat amb 3 cosmonautes, primer brasiler a l'espai |                                                  |                                                  |                                                      |                                                        |                                                        |
| 30 de març 02:40        | Estats Units - Terrier-Orion | Estats Units - Terrier-Orion                     | Austràlia - Woomera LA-2                         | Austràlia - Woomera LA-2                             | Austràlia - Queensland                                 | Austràlia - Queensland                                 |
| 30 de març 02:40        | Austràlia - Japó - Hyshot-4 | Queensland/JAXA                                  | Suborbital                                       | Investigació hipersònica                             | 30 de març                                             | Error de llançament                                    |
| 30 de març 02:40        | Apogeu: 290 km, l'ogiva no es va separar |                                                  |                                                  |                                                      |                                                        |                                                        |
| Abril                   | |                                                  |                                                  |                                                      |                                                        |                                                        |
| 7 d'abril 13:00         | Estats Units - LGM-30G Minuteman III | Estats Units - LGM-30G Minuteman III             | Estats Units - Vandenberg LF-26                  | Estats Units - Vandenberg LF-26                      | Estats Units - Força Aèria dels Estats Units d'Amèrica | Estats Units - Força Aèria dels Estats Units d'Amèrica |
| 7 d'abril 13:00         | Estats Units - GT-190GM | Força Aèria dels Estats Units d'Amèrica          | Suborbital                                       | Prova de míssils                                     | 7 d'abril                                              | Reeixit                                                |
| 7 d'abril 13:00         | Prova de llarg abast, dirigit a Guam, Apogeu: 1300 km |                                                  |                                                  |                                                      |                                                        |                                                        |
| 12 d'abril 18:10        | Canadà - Black Brant IX | Canadà - Black Brant IX                          | Estats Units - White Sands LC-36                 | Estats Units - White Sands LC-36                     | Estats Units - NASA                                    | Estats Units - NASA                                    |
| 12 d'abril 18:10        | Estats Units - EUNIS | NASA                                             | Suborbital                                       | Solar                                                | 12 d'abril                                             | Reeixit                                                |
| 12 d'abril 18:10        | Apogeu: 318 km |                                                  |                                                  |                                                      |                                                        |                                                        |
| 12 d'abril 23:29:59     | Ucraïna - Zenit-3SL | Ucraïna - Zenit-3SL                              | Noruega - Ocean Odyssey                          | Noruega - Ocean Odyssey                              | Nacions Unides - Sea Launch                            | Nacions Unides - Sea Launch                            |
| 12 d'abril 23:29:59     | Japó - JCSAT-9 | JCSAT                                            | Geosíncrona                                      | Comunicacions                                        | En òrbita                                              | Operacional                                            |
| 13 d'abril              | Estats Units - SR19-SR19 | Estats Units - SR19-SR19                         | Estats Units - PMRF                              | Estats Units - PMRF                                  | Estats Units - Sandia                                  | Estats Units - Sandia                                  |
| 13 d'abril              | Estats Units - FTC-02B | MDA                                              | Suborbital                                       | Objectiu                                             | 13 d'abril                                             | Reeixit                                                |
| 13 d'abril              | Apogeu: 200 km |                                                  |                                                  |                                                      |                                                        |                                                        |
| 15 d'abril 01:40:00     | Estats Units - Minotaur I | Estats Units - Minotaur I                        | Estats Units - Vandenberg SLC-8                  | Estats Units - Vandenberg SLC-8                      | Estats Units - Orbital Sciences                        | Estats Units - Orbital Sciences                        |
| 15 d'abril 01:40:00     | Estats Units - República de la Xina - COSMIC-FM1 (FORMOSAT-3A) | NASA/NSPO                                        | Òrbita baixa                                     | Atmosfèric                                           | En òrbita                                              | Operacional                                            |
| 15 d'abril 01:40:00     | Estats Units - República de la Xina - COSMIC-FM2 (FORMOSAT-3B) | NASA/NSPO                                        | Òrbita baixa                                     | Atmosfèric                                           | En òrbita                                              | Error parcial del vehicle Operacional                  |
| 15 d'abril 01:40:00     | Estats Units - República de la Xina - COSMIC-FM3 (FORMOSAT-3C) | NASA/NSPO                                        | Òrbita baixa                                     | Atmosfèric                                           | En òrbita                                              | Error parcial del vehicle Operacional                  |
| 15 d'abril 01:40:00     | Estats Units - República de la Xina - COSMIC-FM4 (FORMOSAT-3D) | NASA/NSPO                                        | Òrbita baixa                                     | Atmosfèric                                           | En òrbita                                              | Operacional                                            |
| 15 d'abril 01:40:00     | Estats Units - República de la Xina - COSMIC-FM5 (FORMOSAT-3E) | NASA/NSPO                                        | Òrbita baixa                                     | Atmosfèric                                           | En òrbita                                              | Operacional                                            |
| 15 d'abril 01:40:00     | Estats Units - República de la Xina - COSMIC-FM6 (FORMOSAT-3F) | NASA/NSPO                                        | Òrbita baixa                                     | Atmosfèric                                           | En òrbita                                              | Operacional                                            |
| 15 d'abril 01:40:00     | Van haver malfuncionaments en el sistema d'alimentació i els panells solars en el FM2 i el FM3, com també problemes de control amb el FM6 durant el 2007 |                                                  |                                                  |                                                      |                                                        |                                                        |
| 20 d'abril 20:27:00     | Estats Units - Atlas V 411 | Estats Units - Atlas V 411                       | Estats Units - Cape Canaveral SLC-41             | Estats Units - Cape Canaveral SLC-41                 | Rússia - Estats Units - International Launch Services  | Rússia - Estats Units - International Launch Services  |
| 20 d'abril 20:27:00     | Luxemburg - Astra 1KR | SES Astra                                        | Geosíncrona                                      | Comunicacions                                        | En òrbita                                              | Operacional                                            |
| 20 d'abril 20:27:00     | Vol inaugural del Atlas V 411, llançament final del ILS Atlas |                                                  |                                                  |                                                      |                                                        |                                                        |
| 22 d'abril 16:40        | Rússia - Kosmos-3MR | Rússia - Kosmos-3MR                              | Rússia - Kapustin Iar Site 107/1                 | Rússia - Kapustin Iar Site 107/1                     | Rússia - RVSN                                          | Rússia - RVSN                                          |
| 22 d'abril 16:40        | Rússia - PBS-2 | RVSN                                             | Suborbital                                       | Prova de REV                                         | 22 d'abril                                             | Reeixit                                                |
| 22 d'abril 16:40        | Apogeu: 675 km |                                                  |                                                  |                                                      |                                                        |                                                        |
| 24 d'abril 16:03:25     | Rússia - Soiuz-U | Rússia - Soiuz-U                                 | Kazakhstan - Baikonur Site 1/5                   | Kazakhstan - Baikonur Site 1/5                       | Rússia - Roskosmos                                     | Rússia - Roskosmos                                     |
| 24 d'abril 16:03:25     | Rússia - Progress M-56 | Roskosmos                                        | Òrbita baixa (ISS)                               | Logística                                            | 18 de setembre                                         | Reeixit                                                |
| 24 d'abril 16:03:25     | Vol de la ISS 21P |                                                  |                                                  |                                                      |                                                        |                                                        |
| 25 d'abril 16:47:16     | Rússia - Start-1 | Rússia - Start-1                                 | Rússia - Svobodni Site 5                         | Rússia - Svobodni Site 5                             | Rússia - United Start                                  | Rússia - United Start                                  |
| 25 d'abril 16:47:16     | Israel - EROS-B | ImageSat                                         | Òrbita baixa (polar)                             | Imatgeria                                            | En òrbita                                              | Operacional                                            |
| 25 d'abril 16:47:16     | Últim llançament en el Cosmòdrom de Svobodni |                                                  |                                                  |                                                      |                                                        |                                                        |
| 26 d'abril 22:48        | Xina - Llarga Marxa 4B-II (4C) | Xina - Llarga Marxa 4B-II (4C)                   | Xina - Taiyuan LC-1                              | Xina - Taiyuan LC-1                                  | Xina - CNSA                                            | Xina - CNSA                                            |
| 26 d'abril 22:48        | Xina - Yaogan 1 | CAST                                             | Òrbita baixa                                     | Imatgeria                                            | En òrbita                                              | Operacional                                            |
| 26 d'abril 22:48        | Vol inaugural del Llarga Marxa 4B-II, reclassificat com a Llarga Marxa 4C el novembre 2007 |                                                  |                                                  |                                                      |                                                        |                                                        |
| 28 d'abril 10:02:16     | Estats Units - Delta II 7420-10C | Estats Units - Delta II 7420-10C                 | Estats Units - Vandenberg SLC-2W                 | Estats Units - Vandenberg SLC-2W                     | Estats Units - Boeing IDS                              | Estats Units - Boeing IDS                              |
| 28 d'abril 10:02:16     | Estats Units - França - CALIPSO | NASA/CNES                                        | Heliosíncrona                                    | Climatologia                                         | En òrbita                                              | Operacional                                            |
| 28 d'abril 10:02:16     | Estats Units - CloudSat | NASA                                             | Heliosíncrona                                    | Climatologia                                         | En òrbita                                              | Operacional                                            |
| 28 d'abril 10:02:16     | Tots dos satèl·lits són part de la xarxa A-train, la nau espacial estudia els aerosols i els núvols respectivament |                                                  |                                                  |                                                      |                                                        |                                                        |
| 28 d'abril              | Estats Units - SR19-SR19 | Estats Units - SR19-SR19                         | Estats Units - PMRF                              | Estats Units - PMRF                                  | Estats Units - Sandia                                  | Estats Units - Sandia                                  |
| 28 d'abril              | Estats Units - FTC-02 | MDA                                              | Suborbital                                       | Objectiu                                             | 28 d'abril                                             | Reeixit                                                |
| 28 d'abril              | Apogeu: 200 km |                                                  |                                                  |                                                      |                                                        |                                                        |
| 29 d'abril              | Pakistan - Shaheen-II | Pakistan - Shaheen-II                            | Pakistan - Sonmiani                              | Pakistan - Sonmiani                                  | Pakistan - Exèrcit del Pakistan                        | Pakistan - Exèrcit del Pakistan                        |
| 29 d'abril              | | Exèrcit del Pakistan                             | Suborbital                                       | Objectiu                                             | 29 d'abril                                             | Reeixit                                                |
| 29 d'abril              | Apogeu: 300 km |                                                  |                                                  |                                                      |                                                        |                                                        |
| Maig                    | |                                                  |                                                  |                                                      |                                                        |                                                        |
| 2 de maig 06:16         | Estats Units - Maxus (Castor 4B) | Estats Units - Maxus (Castor 4B)                 | Suècia - Esrange                                 | Suècia - Esrange                                     | Europa - EuroLaunch                                    | Europa - EuroLaunch                                    |
| 2 de maig 06:16         | Europa - Suècia - MAXUS 9 | ESA/SSC                                          | Suborbital                                       | Microgravetat                                        | 2 de maig                                              | Reeixit                                                |
| 2 de maig 06:16         | Apogeu: 702 km |                                                  |                                                  |                                                      |                                                        |                                                        |
| 3 de maig 17:38         | Rússia - Soiuz-U | Rússia - Soiuz-U                                 | Rússia - Plesetsk Site 16/2                      | Rússia - Plesetsk Site 16/2                          | Rússia - RVSN                                          | Rússia - RVSN                                          |
| 3 de maig 17:38         | Rússia - Kosmos 2420 (Kobal't-M) | VKS                                              | Òrbita baixa                                     | Òptic/Imatgeria                                      | En òrbita                                              | Operacional                                            |
| 10 de maig 08:12        | Brasil - VSB-30 | Brasil - VSB-30                                  | Suècia - Esrange                                 | Suècia - Esrange                                     | Europa - EuroLaunch                                    | Europa - EuroLaunch                                    |
| 10 de maig 08:12        | Alemanya - Suècia - TEXUS-43 | DLR/SSC                                          | Suborbital                                       | Microgravetat                                        | 10 de maig                                             | Reeixit                                                |
| 10 de maig 08:12        | Apogeu: 237 km |                                                  |                                                  |                                                      |                                                        |                                                        |
| 11 de maig              | Estats Units - THAAD | Estats Units - THAAD                             | Estats Units - White Sands                       | Estats Units - White Sands                           | Estats Units - Exèrcit dels Estats Units d'Amèrica     | Estats Units - Exèrcit dels Estats Units d'Amèrica     |
| 11 de maig              | Estats Units - FTT-02 | MDA                                              | Suborbital                                       | Prova d'ABM                                          | 11 de maig                                             | Reeixit                                                |
| 11 de maig              | Apogeu: 100 km, intercepció simulada |                                                  |                                                  |                                                      |                                                        |                                                        |
| 22 de maig 09:30        | Estats Units - Terrier-Orion | Estats Units - Terrier-Orion                     | Estats Units - White Sands                       | Estats Units - White Sands                           | Estats Units - NASA                                    | Estats Units - NASA                                    |
| 22 de maig 09:30        | Estats Units - ACS | NASA                                             | Suborbital                                       | Prova                                                | 22 de maig                                             | Reeixit                                                |
| 22 de maig 09:30        | Apogeu: 150 km |                                                  |                                                  |                                                      |                                                        |                                                        |
| 22 de maig              | Iran - Shahab-3 | Iran - Shahab-3                                  | Iran - Shahrood                                  | Iran - Shahrood                                      | Iran - IRG                                             | Iran - IRG                                             |
| 22 de maig              | | IRG                                              | Suborbital                                       | Prova de míssils                                     | 22 de maig                                             | Reeixit                                                |
| 22 de maig              | Apogeu: 150 km |                                                  |                                                  |                                                      |                                                        |                                                        |
| 24 de maig 22:11:00     | Estats Units - Delta IV-M+ (4,2) | Estats Units - Delta IV-M+ (4,2)                 | Estats Units - Cape Canaveral SLC-37B            | Estats Units - Cape Canaveral SLC-37B                | Estats Units - Boeing IDS                              | Estats Units - Boeing IDS                              |
| 24 de maig 22:11:00     | Estats Units - GOES 13 (GOES-N) | NASA/NOAA                                        | Geoestacionària                                  | Meteorologia                                         | En òrbita                                              | Operacional                                            |
| 26 de maig 18:50        | Rússia - Shtil' | Rússia - Shtil'                                  | Rússia - K-84 Ekaterinburg, Mar de Barentsz      | Rússia - K-84 Ekaterinburg, Mar de Barentsz          | Rússia - VMF                                           | Rússia - VMF                                           |
| 26 de maig 18:50        | Rússia - Kompass 2 | Roskosmos                                        | Òrbita baixa                                     | Detecció de terratrèmols                             | 28 de desembre 2011                                    | Error parcial del vehicle                              |
| 26 de maig 18:50        | Els problemes de control i energia van inutilitzar el satèl·lit. Donat de baixa en el 29 de maig de 2006. Els problems van ser solucionats al novembre, i el satèl·lit va ser reactivat. |                                                  |                                                  |                                                      |                                                        |                                                        |
| 27 de maig 21:09        | Europa - Ariane 5ECA | Europa - Ariane 5ECA                             | França - Kourou ELA-3                            | França - Kourou ELA-3                                | França - Arianespace                                   | França - Arianespace                                   |
| 27 de maig 21:09        | Mèxic - Satmex 6 | SatMex                                           | Geosíncrona                                      | Comunicacions                                        | En òrbita                                              | Operacional                                            |
| 27 de maig 21:09        | Tailàndia - Thaicom 5 | Shin Satellite                                   | Geosíncrona                                      | Comunicacions                                        | En òrbita                                              | Operacional                                            |
| 27 de maig 21:09        | Rècord per la doble càrrega més pesant en òrbita de transferència geosíncrona, es va mantenir fins al maig del 2007 |                                                  |                                                  |                                                      |                                                        |                                                        |
| Juny                    | |                                                  |                                                  |                                                      |                                                        |                                                        |
| 5 de juny 16:05         | Estats Units - Terrier-Orion | Estats Units - Terrier-Orion                     | Estats Units - White Sands                       | Estats Units - White Sands                           | Estats Units - NASA                                    | Estats Units - NASA                                    |
| 5 de juny 16:05         | | NAWC                                             | Suborbital                                       | Objectiu                                             | 5 de juny                                              | Reeixit                                                |
| 5 de juny 16:05         | Apogeu: 130 km |                                                  |                                                  |                                                      |                                                        |                                                        |
| 7 de juny 22:00         | Estats Units - Terrier-Orion | Estats Units - Terrier-Orion                     | Estats Units - PMRF                              | Estats Units - PMRF                                  | Estats Units - NASA                                    | Estats Units - NASA                                    |
| 7 de juny 22:00         | | NAWC                                             | Suborbital                                       | Objectiu                                             | 7 de juny                                              | Reeixit                                                |
| 7 de juny 22:00         | Apogeu: 130 km |                                                  |                                                  |                                                      |                                                        |                                                        |
| 8 de juny 16:00         | Estats Units - Terrier-Orion | Estats Units - Terrier-Orion                     | Estats Units - White Sands                       | Estats Units - White Sands                           | Estats Units - NASA                                    | Estats Units - NASA                                    |
| 8 de juny 16:00         | Estats Units - DUNDEE | NAWC                                             | Suborbital                                       | Objectiu                                             | 8 de juny                                              | Reeixit                                                |
| 8 de juny 16:00         | Apogeu: 130 km |                                                  |                                                  |                                                      |                                                        |                                                        |
| 14 de juny 08:22        | Estats Units - LGM-30G Minuteman III | Estats Units - LGM-30G Minuteman III             | Estats Units - Vandenberg LF-04                  | Estats Units - Vandenberg LF-04                      | Estats Units - Força Aèria dels Estats Units d'Amèrica | Estats Units - Força Aèria dels Estats Units d'Amèrica |
| 14 de juny 08:22        | Estats Units - GT-191GM | Força Aèria dels Estats Units d'Amèrica          | Suborbital                                       | Prova de míssils                                     | 14 de juny                                             | Reeixit                                                |
| 14 de juny 08:22        | Transportava tres vehicles de reentrada Mk. 21, Apogeu: 1300 km |                                                  |                                                  |                                                      |                                                        |                                                        |
| 15 de juny 08:00:00     | Rússia - Soiuz-U | Rússia - Soiuz-U                                 | Kazakhstan - Baikonur Site 1/5                   | Kazakhstan - Baikonur Site 1/5                       | Rússia - Roskosmos                                     | Rússia - Roskosmos                                     |
| 15 de juny 08:00:00     | Rússia - Resurs-DK-1 | Roskosmos                                        | Òrbita baixa                                     | Teledetecció                                         | En òrbita                                              | Operacional                                            |
| 17 de juny 22:44:05     | Rússia - Proton-K/DM-3 | Rússia - Proton-K/DM-3                           | Kazakhstan - Baikonur Site 200/39                | Kazakhstan - Baikonur Site 200/39                    | Rússia - Khrunichev                                    | Rússia - Khrunichev                                    |
| 17 de juny 22:44:05     | Kazakhstan - KazSat-1 | JSC KazSat                                       | Geosíncrona                                      | Comunicacions                                        | En òrbita                                              | Error del vehicle                                      |
| 17 de juny 22:44:05     | Primer satèl·lit del Kazakhstan, va patir problemes de control i va ser declarat inservible a l'octubre del 2008 |                                                  |                                                  |                                                      |                                                        |                                                        |
| 18 de juny 07:50        | Ucraïna - Zenit-3SL | Ucraïna - Zenit-3SL                              | Noruega - Ocean Odyssey                          | Noruega - Ocean Odyssey                              | Nacions Unides - Sea Launch                            | Nacions Unides - Sea Launch                            |
| 18 de juny 07:50        | Estats Units - Galaxy 16 | Intelsat                                         | Geosíncrona                                      | Comunicacions                                        | En òrbita                                              | Operacional                                            |
| 18 de juny 07:50        | Llançat pel PanAmSat, va transferir el Intelsat, abans de l'entrada en servei a causa de la fusió |                                                  |                                                  |                                                      |                                                        |                                                        |
| 21 de juny 22:15        | Estats Units - Delta II 7925 | Estats Units - Delta II 7925                     | Estats Units - Cape Canaveral SLC-17A            | Estats Units - Cape Canaveral SLC-17A                | Estats Units - Boeing IDS                              | Estats Units - Boeing IDS                              |
| 21 de juny 22:15        | Estats Units - USA-187 (MiTEx-A) | Força Aèria dels Estats Units d'Amèrica/DARPA    | Geoestacionària                                  | Tecnologia                                           | En òrbita                                              | Operacional                                            |
| 21 de juny 22:15        | Estats Units - USA-188 (MiTEx-B) | Força Aèria dels Estats Units d'Amèrica/DARPA    | Geoestacionària                                  | Tecnologia                                           | En òrbita                                              | Operacional                                            |
| 21 de juny 22:15        | Estats Units - USA-189 (MiTEx Carrier) | NRL/DARPA                                        | Geoestacionària                                  | Tecnologia                                           | En òrbita                                              | Operacional                                            |
| 22 de juny 22:00        | Estats Units - MRT (Castor 4B) | Estats Units - MRT (Castor 4B)                   | Estats Units - PMRT                              | Estats Units - PMRT                                  | Estats Units - Marina dels Estats Units d'Amèrica      | Estats Units - Marina dels Estats Units d'Amèrica      |
| 22 de juny 22:00        | Estats Units - FTM-10 Objectiu | Marina dels Estats Units d'Amèrica/MDA           | Suborbital                                       | Objectiu                                             | 22 de juny                                             | Reeixit                                                |
| 22 de juny 22:00        | Interceptat pel SM-3, Apogeu: 150 km |                                                  |                                                  |                                                      |                                                        |                                                        |
| 22 de juny 22:04        | Estats Units - RIM-161 Standard Missile 3 | Estats Units - RIM-161 Standard Missile 3        | Estats Units - USS Shiloh, PMRF                  | Estats Units - USS Shiloh, PMRF                      | Estats Units - Marina dels Estats Units d'Amèrica      | Estats Units - Marina dels Estats Units d'Amèrica      |
| 22 de juny 22:04        | Estats Units - FTM-10 | Marina dels Estats Units d'Amèrica/MDA           | Suborbital                                       | Prova ABM                                            | 22 de juny                                             | Reeixit                                                |
| 22 de juny 22:04        | Interceptat pel MRT, Apogeu: 150 km |                                                  |                                                  |                                                      |                                                        |                                                        |
| 23 de juny 23:02        | Estats Units - Terrier-Orion | Estats Units - Terrier-Orion                     | Estats Units - PMRF                              | Estats Units - PMRF                                  | Estats Units - NASA                                    | Estats Units - NASA                                    |
| 23 de juny 23:02        | Estats Units - TRACKEX | NAWC/MDA                                         | Suborbital                                       | Objectiu                                             | 23 de juny                                             | Reeixit                                                |
| 23 de juny 23:02        | Apogeu: 130 km |                                                  |                                                  |                                                      |                                                        |                                                        |
| 24 de juny 15:08:18     | Rússia - Soiuz-U | Rússia - Soiuz-U                                 | Kazakhstan - Baikonur Site 1/5                   | Kazakhstan - Baikonur Site 1/5                       | Rússia - Roskosmos                                     | Rússia - Roskosmos                                     |
| 24 de juny 15:08:18     | Rússia - Progress M-57 | Roskosmos                                        | Òrbita baixa (ISS)                               | Logística                                            | 17 de gener 2007                                       | Reeixit                                                |
| 24 de juny 15:08:18     | Vol de la ISS 22P |                                                  |                                                  |                                                      |                                                        |                                                        |
| 25 de juny 04:00        | Rússia - Tsiklon-2 | Rússia - Tsiklon-2                               | Kazakhstan - Baikonur Site 90/20                 | Kazakhstan - Baikonur Site 90/20                     | Rússia - VKS                                           | Rússia - VKS                                           |
| 25 de juny 04:00        | Rússia - Kosmos 2421 (US-PU) | VMF                                              | Òrbita baixa                                     | ELINT                                                | 20 de març 2008                                        | Error parcial del vehicle                              |
| 25 de juny 04:00        | Vol final del coet Tsiklon-2. Un dels panells solars del satèl·lit no es va poder desplegar, va cesar les seves operacions al febrer o el març del 2008 i va ser destruït en òrbita el 20 de març. La nau espacial transportava l'experiment d'astronomia de raigs gamma KONUS-A pel Roskosmos                                                |                                                  |                                                  |                                                      |                                                        |                                                        |
| 28 de juny 03:30:00     | Estats Units - Delta IV-M+ (4,2) | Estats Units - Delta IV-M+ (4,2)                 | Estats Units - Vandenberg SLC-6                  | Estats Units - Vandenberg SLC-6                      | Estats Units - Boeing IDS                              | Estats Units - Boeing IDS                              |
| 28 de juny 03:30:00     | Estats Units - USA-184 (Prowler) | NRO                                              | Molniya                                          | ELINT                                                | En òrbita                                              | Operacional                                            |
| 28 de juny 03:30:00     | Primer llançament d'un EELV des de Vandenberg, transportava els experiments SBIRS-HEO-1 i TWINS-A per la Força Aèria dels Estats Units d'Amèrica i la NASA respectivament, Llançament del NRO núm. 22 |                                                  |                                                  |                                                      |                                                        |                                                        |
| 30 de juny 06:25        | Rússia - R-29RMU Sineva | Rússia - R-29RMU Sineva                          | Rússia - K-84 Ekaterinburg, Mar de Barentsz      | Rússia - K-84 Ekaterinburg, Mar de Barentsz          | Rússia - VMF                                           | Rússia - VMF                                           |
| 30 de juny 06:25        | | VMF                                              | Suborbital                                       | Prova de míssils                                     | 30 de juny                                             | Reeixit                                                |
| 30 de juny 06:25        | Apogeu: 1000 km |                                                  |                                                  |                                                      |                                                        |                                                        |
| Juliol                  | |                                                  |                                                  |                                                      |                                                        |                                                        |
| 1 de juliol 06:39       | Estats Units - Terrier-Orion | Estats Units - Terrier-Orion                     | Noruega - Andøya                                 | Noruega - Andøya                                     | Estats Units - Andøya/NASA                             | Estats Units - Andøya/NASA                             |
| 1 de juliol 06:39       | Estats Units/ Noruega - SPIRIT-III | ESPRIT                                           | Suborbital                                       | Ionosfèric Investigació de plasma                    | 1 de juliol                                            | Reeixit                                                |
| 1 de juliol 06:39       | Apogeu: 200 km |                                                  |                                                  |                                                      |                                                        |                                                        |
| 1 de juliol 06:39       | Estats Units - Terrier-Orion | Estats Units - Terrier-Orion                     | Noruega - Andøya                                 | Noruega - Andøya                                     | Noruega - Andøya                                       | Noruega - Andøya                                       |
| 1 de juliol 06:39       | Noruega - HotPay-1 | Andøya                                           | Suborbital                                       | Aeronomia                                            | 1 de juliol                                            | Error de llançament                                    |
| 1 de juliol 06:39       | Apogeu: 40 km |                                                  |                                                  |                                                      |                                                        |                                                        |
| 4 de juliol 18:32       | Corea del Nord - Hwasong-6 | Corea del Nord - Hwasong-6                       | Corea del Nord - Kittaeryong                     | Corea del Nord - Kittaeryong                         | Corea del Nord - KPA                                   | Corea del Nord - KPA                                   |
| 4 de juliol 18:32       | | KPA                                              | Suborbital                                       | Prova de míssils                                     | 4 de juliol                                            | Reeixit                                                |
| 4 de juliol 18:32       | Apogeu: 150 km, primer dels set llançaments de Corea del Nord en catorze hores |                                                  |                                                  |                                                      |                                                        |                                                        |
| 4 de juliol 18:37:55    | Estats UnitsTransbordador espacial Discovery - | Estats UnitsTransbordador espacial Discovery -   | Estats Units - Kennedy LC-39B                    | Estats Units - Kennedy LC-39B                        | Estats Units - United Space Alliance                   | Estats Units - United Space Alliance                   |
| 4 de juliol 18:37:55    | Estats Units - STS-121 | NASA                                             | Òrbita baixa (ISS)                               | Acoblament de la ISS                                 | 17 de juliol 13:14                                     | Reeixit                                                |
| 4 de juliol 18:37:55    | Itàlia - Estats Units - Leonardo MPLM | ASI/NASA                                         | Òrbita baixa (ISS)                               | Logística                                            | 17 de juliol 13:14                                     | Reeixit                                                |
| 4 de juliol 18:37:55    | Vol tripulat amb 7 astronautes, segon retorn a la missió de vol després de l'accident del Columbia |                                                  |                                                  |                                                      |                                                        |                                                        |
| 4 de juliol 19:04       | Corea del Nord - Rodong-1 | Corea del Nord - Rodong-1                        | Corea del Nord - Kittaeryong                     | Corea del Nord - Kittaeryong                         | Corea del Nord - KPA                                   | Corea del Nord - KPA                                   |
| 4 de juliol 19:04       | | KPA                                              | Suborbital                                       | Prova de míssils                                     | 4 de juliol                                            | Reeixit                                                |
| 4 de juliol 19:04       | Apogeu: 150 km, segon de set llançaments de Corea del Nord en catorze hores |                                                  |                                                  |                                                      |                                                        |                                                        |
| 4 de juliol 20:01       | Corea del Nord - Taepodong-2 | Corea del Nord - Taepodong-2                     | Corea del Nord - Musudan-ri                      | Corea del Nord - Musudan-ri                          | Corea del Nord - KPA                                   | Corea del Nord - KPA                                   |
| 4 de juliol 20:01       | Corea del Nord - Kwangmyongsong-2 | KPA                                              | Destinat: Òrbita baixa (sense confirmar)         | Meteorologia/Communicacions                          | +42 segons                                             | Error de llançament                                    |
| 4 de juliol 20:01       | Vol inaugural del Taepodong-2, el coet va fallar poc després del llançament, va realitzar un apogeu de 4 km, era un intent de llançament orbital, però després Corea del Nord va afirmar que era una prova d'autodestrucció de míssil suborbital amb èxit (no un error de llançament), third of seven North Korean launches in fourteen hores |                                                  |                                                  |                                                      |                                                        |                                                        |
| 4 de juliol 22:31       | Corea del Nord - Rodong-1 | Corea del Nord - Rodong-1                        | Corea del Nord - Kittaeryong                     | Corea del Nord - Kittaeryong                         | Corea del Nord - KPA                                   | Corea del Nord - KPA                                   |
| 4 de juliol 22:31       | | KPA                                              | Suborbital                                       | Prova de míssils                                     | 4 de juliol                                            | Reeixit                                                |
| 4 de juliol 22:31       | Apogeu: 150 km, quart de set llançaments de Corea del Nord en catorze hores |                                                  |                                                  |                                                      |                                                        |                                                        |
| 4 de juliol 22:12       | Corea del Nord - Hwasong-6 | Corea del Nord - Hwasong-6                       | Corea del Nord - Kittaeryong                     | Corea del Nord - Kittaeryong                         | Corea del Nord - KPA                                   | Corea del Nord - KPA                                   |
| 4 de juliol 22:12       | | KPA                                              | Suborbital                                       | Prova de míssils                                     | 4 de juliol                                            | Reeixit                                                |
| 4 de juliol 22:12       | Apogeu: 150 km, cinquè de set llançaments de Corea del Nord en catorze hores |                                                  |                                                  |                                                      |                                                        |                                                        |
| 4 de juliol 23:20       | Corea del Nord - Rodong-1 | Corea del Nord - Rodong-1                        | Corea del Nord - Kittaeryong                     | Corea del Nord - Kittaeryong                         | Corea del Nord - KPA                                   | Corea del Nord - KPA                                   |
| 4 de juliol 23:20       | | KPA                                              | Suborbital                                       | Prova de míssils                                     | 4 de juliol                                            | Reeixit                                                |
| 4 de juliol 23:20       | Apogeu: 150 km, sisè de set llançaments de Corea del Nord en catorze hores |                                                  |                                                  |                                                      |                                                        |                                                        |
| 5 de juliol 08:20       | Corea del Nord - Rodong-1 | Corea del Nord - Rodong-1                        | Corea del Nord - Kittaeryong                     | Corea del Nord - Kittaeryong                         | Corea del Nord - KPA                                   | Corea del Nord - KPA                                   |
| 5 de juliol 08:20       | | KPA                                              | Suborbital                                       | Prova de míssils                                     | 5 de juliol                                            | Reeixit                                                |
| 5 de juliol 08:20       | Apogeu: 150 km, últim dels set llançaments de Corea del Nord en catorze hores |                                                  |                                                  |                                                      |                                                        |                                                        |
| 9 de juliol 05:33       | Índia - Agni III | Índia - Agni III                                 | Índia - Integrated Test Range LC-4               | Índia - Integrated Test Range LC-4                   | Índia - DRDO                                           | Índia - DRDO                                           |
| 9 de juliol 05:33       | | DRDO                                             | Suborbital                                       | Prova de míssils                                     | 9 de juliol                                            | Reeixit                                                |
| 9 de juliol 05:33       | Apogeu: 100 km |                                                  |                                                  |                                                      |                                                        |                                                        |
| 10 de juliol 12:08      | Índia - GSLV | Índia - GSLV                                     | Índia - Satish Dhawan                            | Índia - Satish Dhawan                                | Índia - ISRO                                           | Índia - ISRO                                           |
| 10 de juliol 12:08      | Índia - INSAT 4C | ISRO                                             | Destinat: Geoestacionària                        | Comunicacions                                        | T+60 segons                                            | Error de llançament                                    |
| 10 de juliol 12:08      | Pèrdua de control a causa d'un error en el motor LRB, es va autodestruir en 60 segons de vol |                                                  |                                                  |                                                      |                                                        |                                                        |
| 12 de juliol 11:17      | Estats Units - Hera | Estats Units - Hera                              | Estats Units - White Sands                       | Estats Units - White Sands                           | Estats Units - Exèrcit dels Estats Units d'Amèrica     | Estats Units - Exèrcit dels Estats Units d'Amèrica     |
| 12 de juliol 11:17      | Estats Units - FFT-4 Objectiu | Exèrcit dels Estats Units d'Amèrica/MDA          | Suborbital                                       | Objectiu                                             | 12 de juliol                                           | Reeixit                                                |
| 12 de juliol 11:17      | Apogeu: 300 km, Interceptat després de la reentrada pel THAAD endoatmosfèric llançat a les 11:20 |                                                  |                                                  |                                                      |                                                        |                                                        |
| 12 de juliol 14:53:36   | Ucraïna - Dnepr-1 | Ucraïna - Dnepr-1                                | Rússia - Dombarovskiy                            | Rússia - Dombarovskiy                                | Rússia - ISC Kosmotras                                 | Rússia - ISC Kosmotras                                 |
| 12 de juliol 14:53:36   | Estats Units - Genesis I | Bigelow                                          | Òrbita baixa                                     | Tecnologia                                           | En òrbita                                              | Operacional                                            |
| 12 de juliol 14:53:36   | Primer prototip no tripulat d'un mòdul d'estació espacial comercial |                                                  |                                                  |                                                      |                                                        |                                                        |
| 21 de juliol 10:14      | Estats Units - LGM-30G Minuteman III | Estats Units - LGM-30G Minuteman III             | Estats Units - Vandenberg LF-09                  | Estats Units - Vandenberg LF-09                      | Estats Units - Força Aèria dels Estats Units d'Amèrica | Estats Units - Força Aèria dels Estats Units d'Amèrica |
| 21 de juliol 10:14      | Estats Units - GT-192GM | Força Aèria dels Estats Units d'Amèrica          | Suborbital                                       | Prova de míssils                                     | 21 de juliol                                           | Reeixit                                                |
| 21 de juliol 10:14      | Transportava tres vehicles de reentrada Mk.21, Apogeu: 1300 km |                                                  |                                                  |                                                      |                                                        |                                                        |
| 21 de juliol 04:20:03   | Rússia - Molniya-M | Rússia - Molniya-M                               | Rússia - Plesetsk Site 16/2                      | Rússia - Plesetsk Site 16/2                          | Rússia - VKS                                           | Rússia - VKS                                           |
| 21 de juliol 04:20:03   | Rússia - Kosmos 2422 (Oko) | VKS                                              | Molniya                                          | Defensa de míssils                                   | En òrbita                                              | Operacional                                            |
| 26 de juliol 19:43:05   | Ucraïna - Dnepr-1 | Ucraïna - Dnepr-1                                | Kazakhstan - Baikonur Site 109/95                | Kazakhstan - Baikonur Site 109/95                    | Rússia - ISC Kosmotras                                 | Rússia - ISC Kosmotras                                 |
| 26 de juliol 19:43:05   | Belarús - BelKA | NAS                                              | Destinat: Òrbita baixa                           | Observació                                           | T+74 segons                                            | Error de llançament                                    |
| 26 de juliol 19:43:05   | Itàlia - Unisat-4 | Sapienza                                         | Destinat: Òrbita baixa                           | Tecnologia                                           | T+74 segons                                            | Error de llançament                                    |
| 26 de juliol 19:43:05   | Rússia - Baumanets | Roskosmos                                        | Destinat: Òrbita baixa                           | Tecnologia                                           | T+74 segons                                            | Error de llançament                                    |
| 26 de juliol 19:43:05   | Itàlia - PicPot | POLITIO                                          | Destinat: Òrbita baixa                           | Tecnologia                                           | T+74 segons                                            | Error de llançament                                    |
| 26 de juliol 19:43:05   | Estats Units - França - SACRED | Arizona Montpelier Alcatel                       | Destinat: Òrbita baixa                           | Radiació                                             | T+74 segons                                            | Error de llançament                                    |
| 26 de juliol 19:43:05   | Estats Units - ION | Illinois                                         | Destinat: Òrbita baixa                           | Tecnologia Ionosfèric                                | T+74 segons                                            | Error de llançament                                    |
| 26 de juliol 19:43:05   | Estats Units - Rincon 1 | Arizona                                          | Destinat: Òrbita baixa                           | Tecnologia                                           | T+74 segons                                            | Error de llançament                                    |
| 26 de juliol 19:43:05   | Estats Units - ICECube-1 | Cornell                                          | Destinat: Òrbita baixa                           | Tecnologia                                           | T+74 segons                                            | Error de llançament                                    |
| 26 de juliol 19:43:05   | Estats Units - KUTESat Pathfinder | Kansas                                           | Destinat: Òrbita baixa                           | Tecnologia                                           | T+74 segons                                            | Error de llançament                                    |
| 26 de juliol 19:43:05   | Japó - SEEDS | Nichidai                                         | Destinat: Òrbita baixa                           | Ràdio novell                                         | T+74 segons                                            | Error de llançament                                    |
| 26 de juliol 19:43:05   | Noruega - nCube-1 | NSSP                                             | Destinat: Òrbita baixa                           | Tecnologia                                           | T+74 segons                                            | Error de llançament                                    |
| 26 de juliol 19:43:05   | Corea del Sud - HAUSAT-1 | HAU                                              | Destinat: Òrbita baixa                           | Tecnologia                                           | T+74 segons                                            | Error de llançament                                    |
| 26 de juliol 19:43:05   | Estats Units - MEROPE | Montana                                          | Destinat: Òrbita baixa                           | Tecnologia                                           | T+74 segons                                            | Error de llançament                                    |
| 26 de juliol 19:43:05   | Estats Units - CP2 | CalPoly                                          | Destinat: Òrbita baixa                           | Tecnologia                                           | T+74 segons                                            | Error de llançament                                    |
| 26 de juliol 19:43:05   | Estats Units - AeroCube-1 | Aerospace                                        | Destinat: Òrbita baixa                           | Tecnologia                                           | T+74 segons                                            | Error de llançament                                    |
| 26 de juliol 19:43:05   | Estats Units - CP1 | CalPoly                                          | Destinat: Òrbita baixa                           | Tecnologia                                           | T+74 segons                                            | Error de llançament                                    |
| 26 de juliol 19:43:05   | Estats Units - Mea Huaka'i (Voyager) | Hawaii                                           | Destinat: Òrbita baixa                           | Tecnologia                                           | T+74 segons                                            | Error de llançament                                    |
| 26 de juliol 19:43:05   | Estats Units - ICECube-2 | Cornell                                          | Destinat: Òrbita baixa                           | Tecnologia                                           | T+74 segons                                            | Error de llançament                                    |
| 26 de juliol 19:43:05   | Hi va haver un problema en la el bomba hidràulica del motor, es va activar el sistema d'impuls de terminació |                                                  |                                                  |                                                      |                                                        |                                                        |
| 28 de juliol 07:05:43   | Rússia - Rókot/Briz-KM | Rússia - Rókot/Briz-KM                           | Rússia - Plesetsk Site 133/3                     | Rússia - Plesetsk Site 133/3                         | Europa - Rússia - Eurockot                             | Europa - Rússia - Eurockot                             |
| 28 de juliol 07:05:43   | Corea del Sud - Arirang-2 (KOMPSAT-2) | KARI                                             | Òrbita baixa                                     | Observació de la Terra                               | En òrbita                                              | Operacional                                            |
| Agost                   | |                                                  |                                                  |                                                      |                                                        |                                                        |
| 3 d'agost 10:38         | Rússia - RT-2PM Topol (RS-12M) | Rússia - RT-2PM Topol (RS-12M)                   | Rússia - Plesetsk                                | Rússia - Plesetsk                                    | Rússia - Estats Units - RVSN                           | Rússia - Estats Units - RVSN                           |
| 3 d'agost 10:38         | | RVSN                                             | Suborbital                                       | Prova de míssils                                     | 11:04                                                  | Reeixit                                                |
| 3 d'agost 10:38         | Apogeu: 1000 km, va impactar al Kura Test Range |                                                  |                                                  |                                                      |                                                        |                                                        |
| 4 d'agost 21:48:00      | Rússia - Proton-M/Briz-M | Rússia - Proton-M/Briz-M                         | Kazakhstan - Baikonur Site 200/39                | Kazakhstan - Baikonur Site 200/39                    | Rússia - Estats Units - International Launch Services  | Rússia - Estats Units - International Launch Services  |
| 4 d'agost 21:48:00      | Europa - Hot Bird 8 | Eutelsat                                         | Geosíncrona                                      | Comunicacions                                        | En òrbita                                              | Operacional                                            |
| 11 d'agost 22:15        | Europa - Ariane 5ECA | Europa - Ariane 5ECA                             | França - Kourou ELA-3                            | França - Kourou ELA-3                                | França - Arianespace                                   | França - Arianespace                                   |
| 11 d'agost 22:15        | Japó - JCSat 10 | JSAT                                             | Geosíncrona                                      | Comunicacions                                        | En òrbita                                              | Operacional                                            |
| 11 d'agost 22:15        | França - Syracuse 3B | DGA                                              | Geosíncrona                                      | Comunicacions                                        | En òrbita                                              | Operacional                                            |
| 21 d'agost 14:30        | Canadà - Black Brant IX | Canadà - Black Brant IX                          | Estats Units - White Sands LC-36                 | Estats Units - White Sands LC-36                     | Estats Units - NASA                                    | Estats Units - NASA                                    |
| 21 d'agost 14:30        | | MDA                                              | Suborbital                                       | Objectiu                                             | 21 d'agost                                             | Reeixit                                                |
| 21 d'agost 14:30        | Apogeu: 380 km |                                                  |                                                  |                                                      |                                                        |                                                        |
| 22 d'agost 03:27:01     | Ucraïna - Zenit-3SL | Ucraïna - Zenit-3SL                              | Noruega - Ocean Odyssey                          | Noruega - Ocean Odyssey                              | Nacions Unides - Sea Launch                            | Nacions Unides - Sea Launch                            |
| 22 d'agost 03:27:01     | Corea del Sud - Koreasat 5 | KT/ADD                                           | Geosíncrona                                      | Comunicacions                                        | En òrbita                                              | Operacional                                            |
| 25 d'agost 14:30        | Canadà - Black Brant IX | Canadà - Black Brant IX                          | Estats Units - White Sands LC-36                 | Estats Units - White Sands LC-36                     | Estats Units - NASA                                    | Estats Units - NASA                                    |
| 25 d'agost 14:30        | | MDA                                              | Suborbital                                       | Objectiu                                             | 21 d'agost                                             | Reeixit                                                |
| 25 d'agost 14:30        | Apogeu: 382 km, Objectiu del THAAD |                                                  |                                                  |                                                      |                                                        |                                                        |
| Setembre                | |                                                  |                                                  |                                                      |                                                        |                                                        |
| 1 de setembre 17:22     | Estats Units - UGM-27 Polaris (STARS) | Estats Units - UGM-27 Polaris (STARS)            | Estats Units - Kodiak                            | Estats Units - Kodiak                                | Estats Units - Sandia                                  | Estats Units - Sandia                                  |
| 1 de setembre 17:22     | Estats Units - Objectiu del GMD FTG-02 | MDA                                              | Suborbital                                       | Objectiu                                             | 1 de setembre                                          | Reeixit                                                |
| 1 de setembre 17:22     | Apogeu: 1000 km, interceptat pel GBI |                                                  |                                                  |                                                      |                                                        |                                                        |
| 1 de setembre 17:39     | Estats Units - Orbital Boost Vehicle | Estats Units - Orbital Boost Vehicle             | Estats Units - Vandenberg LF-23                  | Estats Units - Vandenberg LF-23                      | Estats Units - Orbital Sciences/MDA                    | Estats Units - Orbital Sciences/MDA                    |
| 1 de setembre 17:39     | Estats Units - GMD FTG-02 | MDA                                              | Suborbital                                       | Prova ABM                                            | 1 de setembre                                          | Reeixit                                                |
| 1 de setembre 17:39     | Apogeu: 1000 km, va ser interceptat pel STARS |                                                  |                                                  |                                                      |                                                        |                                                        |
| 4 de setembre           | Xina - Dong Feng 31 | Xina - Dong Feng 31                              | Xina - Taiyuan                                   | Xina - Taiyuan                                       | Xina - PLA                                             | Xina - PLA                                             |
| 4 de setembre           | | PLA                                              | Suborbital                                       | Prova de míssils                                     | 4 de setembre                                          | Reeixit                                                |
| 4 de setembre           | Apogeu: 1000 km |                                                  |                                                  |                                                      |                                                        |                                                        |
| 7 de setembre 15:50     | Rússia - RSM-56 Bulava (R-30) | Rússia - RSM-56 Bulava (R-30)                    | Rússia - RFS Dmitriy Donskoy, Mar Blanc          | Rússia - RFS Dmitriy Donskoy, Mar Blanc              | Rússia - VMF                                           | Rússia - VMF                                           |
| 7 de setembre 15:50     | | VMF                                              | Suborbital                                       | Prova de míssils                                     | 7 de setembre                                          | Error de llançament                                    |
| 7 de setembre 15:50     | Apogeu: 1 km, problema en la primera etapa |                                                  |                                                  |                                                      |                                                        |                                                        |
| 9 de setembre 07:00     | Xina - Llarga Marxa 2C | Xina - Llarga Marxa 2C                           | Xina - Jiuquan LA-4/SLS-2                        | Xina - Jiuquan LA-4/SLS-2                            | Xina - CNSA                                            | Xina - CNSA                                            |
| 9 de setembre 07:00     | Xina - Shi Jian 8 | CASC                                             | Òrbita baixa                                     | Biològic                                             | 24 de setembre 02:43                                   | Reeixit                                                |
| 9 de setembre 07:00     | Investigació de l'exposició de les llavors per la microgravetat i radiació, la nau espacial va ser recuperada després de la reentrada |                                                  |                                                  |                                                      |                                                        |                                                        |
| 9 de setembre 11:20     | Rússia - R-29RMU Sineva | Rússia - R-29RMU Sineva                          | Rússia - K-84 Ekaterinburg, North Pole           | Rússia - K-84 Ekaterinburg, North Pole               | Rússia - VMF                                           | Rússia - VMF                                           |
| 9 de setembre 11:20     | | VMF                                              | Suborbital                                       | Prova de míssils                                     | 9 de setembre                                          | Reeixit                                                |
| 9 de setembre 11:20     | Apogeu: 1000 km |                                                  |                                                  |                                                      |                                                        |                                                        |
| 9 de setembre 15:14:55  | Estats Units - Transbordador espacial Atlantis - | Estats Units - Transbordador espacial Atlantis - | Estats Units - Kennedy LC-39B                    | Estats Units - Kennedy LC-39B                        | Estats Units - United Space Alliance                   | Estats Units - United Space Alliance                   |
| 9 de setembre 15:14:55  | Estats Units - STS-115 | NASA                                             | Òrbita baixa (ISS)                               | Acoblament de la ISS                                 | 21 de setembre 10:21                                   | Reeixit                                                |
| 9 de setembre 15:14:55  | Nacions Unides - ITS P3/4 Truss | NASA                                             | Òrbita baixa (ISS)                               | Component de la ISS (Estació espacial internacional) | En òrbita                                              | Operacional                                            |
| 9 de setembre 15:14:55  | Vol espacial orbital tripulat amb 6 astronautes, primer acoblament de la missió de la ISS des del 2002 |                                                  |                                                  |                                                      |                                                        |                                                        |
| 9 de setembre 22:17:00  | Estats Units - Nike-Orion | Estats Units - Nike-Orion                        | Noruega - Andøya                                 | Noruega - Andøya                                     | Noruega - Andøya                                       | Noruega - Andøya                                       |
| 9 de setembre 22:17:00  | Noruega - Alemanya - ECOMA-1 | Andøya/DLR                                       | Suborbital                                       | Atmosfèric                                           | 9 de setembre                                          | Reeixit                                                |
| 9 de setembre 22:17:00  | Apogeu: 130 km |                                                  |                                                  |                                                      |                                                        |                                                        |
| 10 de setembre 14:50    | Rússia - R-29R Volna | Rússia - R-29R Volna                             | Rússia - K-433 Svyaity Georgiy, Simushir         | Rússia - K-433 Svyaity Georgiy, Simushir             | Rússia - VMF                                           | Rússia - VMF                                           |
| 10 de setembre 14:50    | | VMF                                              | Suborbital                                       | Prova de míssils                                     | 10 de setembre                                         | Reeixit                                                |
| 10 de setembre 14:50    | Apogeu: 1000 km |                                                  |                                                  |                                                      |                                                        |                                                        |
| 11 de setembre 04:35    | Japó - H-IIA 202 | Japó - H-IIA 202                                 | Japó - Tanegashima LA-Y1                         | Japó - Tanegashima LA-Y1                             | Japó - JAXA                                            | Japó - JAXA                                            |
| 11 de setembre 04:35    | Japó - IGS-3A | CSICE                                            | Òrbita baixa                                     | Òptic/Imatgeria                                      | En òrbita                                              | Operacional                                            |
| 12 de setembre 16:02    | Xina - Llarga Marxa 3A | Xina - Llarga Marxa 3A                           | Xina - Taiyuan LC-1                              | Xina - Taiyuan LC-1                                  | Xina - CNSC                                            | Xina - CNSC                                            |
| 12 de setembre 16:02    | Xina - ChinaSat 22A | ChinaSat                                         | Geosíncrona                                      | Comunicacions                                        | En òrbita                                              | Operacional                                            |
| 13 de setembre 10:30    | Estats Units - Hera | Estats Units - Hera                              | Estats Units - White Sands                       | Estats Units - White Sands                           | Estats Units - Exèrcit dels Estats Units d'Amèrica     | Estats Units - Exèrcit dels Estats Units d'Amèrica     |
| 13 de setembre 10:30    | Estats Units - Objectiu FFT-5 | Exèrcit dels Estats Units d'Amèrica/MDA          | Suborbital                                       | Objectiu                                             | 13 de setembre                                         | Reeixit                                                |
| 13 de setembre 10:30    | Apogeu: 300 km, Objectiu THAAD |                                                  |                                                  |                                                      |                                                        |                                                        |
| 14 de setembre 13:41:00 | Rússia - Soiuz-U | Rússia - Soiuz-U                                 | Kazakhstan - Baikonur Site 31/6                  | Kazakhstan - Baikonur Site 31/6                      | Rússia - VKS                                           | Rússia - VKS                                           |
| 14 de setembre 13:41:00 | Rússia - Kosmos 2423 (Don) | VKS                                              | Òrbita baixa                                     | Òptic/Imatgeria                                      | 17 de novembre                                         | Reeixit                                                |
| 14 de setembre 13:41:00 | Operacions cessades el 14 de novembre, autodestruït 3 dies després |                                                  |                                                  |                                                      |                                                        |                                                        |
| 17 de setembre 21:06:46 | Estats Units - Nike-Orion | Estats Units - Nike-Orion                        | Noruega - Andøya                                 | Noruega - Andøya                                     | Noruega - Andøya                                       | Noruega - Andøya                                       |
| 17 de setembre 21:06:46 | Noruega - Alemanya - ECOMA-2 | Andøya/DLR                                       | Suborbital                                       | Atmosfèric                                           | 17 de setembre                                         | Reeixit                                                |
| 17 de setembre 21:06:46 | Apogeu: 129 km |                                                  |                                                  |                                                      |                                                        |                                                        |
| 18 de setembre 04:08:42 | Rússia - Soiuz-FG | Rússia - Soiuz-FG                                | Kazakhstan - Baikonur Site 1/5                   | Kazakhstan - Baikonur Site 1/5                       | Rússia - Roskosmos                                     | Rússia - Roskosmos                                     |
| 18 de setembre 04:08:42 | Rússia - Soiuz TMA-9 | Roskosmos                                        | Òrbita baixa (ISS)                               | ISS Expedition 14                                    | 21 d'abril 2007 12:31                                  | Reeixit                                                |
| 18 de setembre 04:08:42 | Vol espacial orbital tripulat amb 3 cosmonautes incoent la primera turista espacial i el primer viatger espacial nascut a l'Iran |                                                  |                                                  |                                                      |                                                        |                                                        |
| 22 de setembre 21:36:00 | Japó - M-V | Japó - M-V                                       | Japó - Uchinoura                                 | Japó - Uchinoura                                     | Japó - JAXA                                            | Japó - JAXA                                            |
| 22 de setembre 21:36:00 | Japó - Hinode (SOLAR-B) | JAXA                                             | Heliosíncrona                                    | Solar                                                | En òrbita                                              | Operacional                                            |
| 22 de setembre 21:36:00 | Japó - HIT-SAT | HIT                                              | Òrbita baixa                                     | Tecnologia                                           | 18 de juny 2008 08:48                                  | Reeixit                                                |
| 22 de setembre 21:36:00 | Japó - SSSAT | JAXA                                             |                                                  | Vela solar                                           | 26 de setembre                                         | Error del vehicle                                      |
| 22 de setembre 21:36:00 | Vol final del coet M-V i la família Mu family, el SSSat va fracassar en establir comunicacions amb terra |                                                  |                                                  |                                                      |                                                        |                                                        |
| 23 de setembre 15:17:54 | Canadà - Black Brant XI | Canadà - Black Brant XI                          | Estats Units - Wallops Island                    | Estats Units - Wallops Island                        | Estats Units - NASA                                    | Estats Units - NASA                                    |
| 23 de setembre 15:17:54 | | NASA                                             | Suborbital                                       | Prova                                                | 23 de setembre                                         | Reeixit                                                |
| 23 de setembre 15:17:54 | Apogeu: 300 km |                                                  |                                                  |                                                      |                                                        |                                                        |
| 25 de setembre 18:50    | Estats Units - Delta II 7925 | Estats Units - Delta II 7925                     | Estats Units - Cape Canaveral SLC-17A            | Estats Units - Cape Canaveral SLC-17A                | Estats Units - Boeing IDS                              | Estats Units - Boeing IDS                              |
| 25 de setembre 18:50    | Estats Units - USA-190 (GPS IIR-15/M2) | Força Aèria dels Estats Units d'Amèrica          | Òrbita mitjana                                   | Navegació                                            | En òrbita                                              | Operacional                                            |
| 25 de setembre 20:14    | Estats Units - SpaceLoft XL | Estats Units - SpaceLoft XL                      | Estats Units - Spaceport America                 | Estats Units - Spaceport America                     | Estats Units - UP Aerospace                            | Estats Units - UP Aerospace                            |
| 25 de setembre 20:14    | | Various                                          | Suborbital                                       | Various                                              | T+60 segons                                            | Error de llançament                                    |
| 25 de setembre 20:14    | Vol inaugural del coet sonda SpaceLoft XL, primer vol de Spaceport America, es va perdre el control del coet i no es va poder arribar a l'espai, Apogeu: 12 km |                                                  |                                                  |                                                      |                                                        |                                                        |
| Octubre                 | |                                                  |                                                  |                                                      |                                                        |                                                        |
| 13 d'octubre 20:56      | Europa - Ariane 5ECA | Europa - Ariane 5ECA                             | França - Kourou ELA-3                            | França - Kourou ELA-3                                | França - Arianespace                                   | França - Arianespace                                   |
| 13 d'octubre 20:56      | Estats Units - DirecTV-9S | DirecTV                                          | Geosíncrona                                      | Comunicacions                                        | En òrbita                                              | Operacional                                            |
| 13 d'octubre 20:56      | Austràlia - Optus D1 | Optus                                            | Geosíncrona                                      | Comunicacions                                        | En òrbita                                              | Operacional                                            |
| 13 d'octubre 20:56      | Japó - LDREX-2 | JAXA                                             | Geosíncrona transfer                             | Tecnologia                                           | 30 de setembre 2010 02:23                              | Reeixit                                                |
| 19 d'octubre 16:28:13   | Rússia - Soiuz-2.1a/Fregat | Rússia - Soiuz-2.1a/Fregat                       | Kazakhstan - Baikonur Site 31/6                  | Kazakhstan - Baikonur Site 31/6                      | Europa - Rússia - Starsem                              | Europa - Rússia - Starsem                              |
| 19 d'octubre 16:28:13   | Europa - MetOp-A | EUMETSAT                                         | Heliosíncrona                                    | Meteorologia                                         | En òrbita                                              | Operacional                                            |
| 19 d'octubre 16:28:13   | Vol inaugural del Soiuz-2.1a/Fregat |                                                  |                                                  |                                                      |                                                        |                                                        |
| 23 d'octubre 13:40:36   | Rússia - Soiuz-U | Rússia - Soiuz-U                                 | Rússia - Baikonur Site 1/5                       | Rússia - Baikonur Site 1/5                           | Rússia - Roskosmos                                     | Rússia - Roskosmos                                     |
| 23 d'octubre 13:40:36   | Rússia - Progress M-58 | Roskosmos                                        | Òrbita baixa (ISS)                               | Logística                                            | 27 de març 2007 22:44                                  | Reeixit                                                |
| 23 d'octubre 13:40:36   | Vol de la ISS 23P, problemes en el desplegament de l'antena en el 26 d'octubre previngut de l'acoblament mecànic complet, el segon intent va ser amb èxit. |                                                  |                                                  |                                                      |                                                        |                                                        |
| 23 d'octubre 23:34      | Xina - Llarga Marxa 4B | Xina - Llarga Marxa 4B                           | Xina - Taiyuan LC-1                              | Xina - Taiyuan LC-1                                  | Xina - CNSA                                            | Xina - CNSA                                            |
| 23 d'octubre 23:34      | Xina - Shi Jian 6-2A | CASC                                             | Òrbita baixa                                     | Environmental                                        | En òrbita                                              | Operacional                                            |
| 23 d'octubre 23:34      | Xina - Shi Jian 6-2B | CASC                                             | Òrbita baixa                                     | Environmental                                        | En òrbita                                              | Operacional                                            |
| 25 d'octubre 13:05      | Rússia - RSM-56 Bulava (R-30) | Rússia - RSM-56 Bulava (R-30)                    | Rússia - RFS Dmitriy Donskoy, Beloye More        | Rússia - RFS Dmitriy Donskoy, Beloye More            | Rússia - VMF                                           | Rússia - VMF                                           |
| 25 d'octubre 13:05      | | VMF                                              | Suborbital                                       | Prova de míssils                                     | 25 d'octubre                                           | Error de llançament                                    |
| 25 d'octubre 13:05      | Apogeu: 100 km, problema en la primera etapa |                                                  |                                                  |                                                      |                                                        |                                                        |
| 26 d'octubre 00:52:00   | Estats Units - Delta II 7925 | Estats Units - Delta II 7925                     | Estats Units - Cape Canaveral SLC-17B            | Estats Units - Cape Canaveral SLC-17B                | Estats Units - Boeing IDS                              | Estats Units - Boeing IDS                              |
| 26 d'octubre 00:52:00   | Estats Units - STEREO-A | NASA                                             | Heliocèntrica                                    | Solar                                                | En òrbita                                              | Operacional                                            |
| 26 d'octubre 00:52:00   | Estats Units - STEREO-B | NASA                                             | Heliocèntrica                                    | Solar                                                | En òrbita                                              | Operacional                                            |
| 28 d'octubre 16:20      | Xina - Llarga Marxa 3B | Xina - Llarga Marxa 3B                           | Xina - Xichang LA-2                              | Xina - Xichang LA-2                                  | Xina - CASC                                            | Xina - CASC                                            |
| 28 d'octubre 16:20      | Xina - Sinosat-2 | Sinosat                                          | Destinat: Geosíncrona Aconseguit: Subsíncrona    | Comunicacions                                        | En òrbita                                              | Error del vehicle                                      |
| 28 d'octubre 16:20      | Els panells solars i l'antena de comunicacions van fracassar en desplegars-se |                                                  |                                                  |                                                      |                                                        |                                                        |
| 28 d'octubre 17:58:00   | Canadà - Black Brant IX | Canadà - Black Brant IX                          | Estats Units - White Sands LC-36                 | Estats Units - White Sands LC-36                     | Estats Units - NASA                                    | Estats Units - NASA                                    |
| 28 d'octubre 17:58:00   | Estats Units - LASP |                                                  | Suborbital                                       | Solar                                                | 28 d'octubre                                           | Reeixit                                                |
| 28 d'octubre 17:58:00   | Apogeu: 300 km |                                                  |                                                  |                                                      |                                                        |                                                        |
| 30 d'octubre 23:48:59   | Ucraïna - Zenit-3SL | Ucraïna - Zenit-3SL                              | Noruega - Ocean Odyssey                          | Noruega - Ocean Odyssey                              | Nacions Unides - Sea Launch                            | Nacions Unides - Sea Launch                            |
| 30 d'octubre 23:48:59   | Estats Units - XM-4 "Blues" | XM Satellite Radio                               | Geosíncrona                                      | Comunicacions                                        | En òrbita                                              | Operacional                                            |
| Novembre                | |                                                  |                                                  |                                                      |                                                        |                                                        |
| 2 de novembre           | Iran - Shahab-3 | Iran - Shahab-3                                  | Iran - Shahrood                                  | Iran - Shahrood                                      | Iran - IRG                                             | Iran - IRG                                             |
| 2 de novembre           | | IRG                                              | Suborbital                                       | Prova de míssils                                     | 2 de novembre                                          | Reeixit                                                |
| 2 de novembre           | Apogeu: 150 km |                                                  |                                                  |                                                      |                                                        |                                                        |
| 4 de novembre 13:53     | Estats Units - Delta IV-M | Estats Units - Delta IV-M                        | Estats Units - Vandenberg SLC-6                  | Estats Units - Vandenberg SLC-6                      | Estats Units - Boeing IDS                              | Estats Units - Boeing IDS                              |
| 4 de novembre 13:53     | Estats Units - USA-191 (DMSP F17) | Força Aèria dels Estats Units d'Amèrica/NOAA     | Heliosíncrona                                    | Meteorologia                                         | En òrbita                                              | Operacional                                            |
| 7 de novembre 19:30     | Canadà - Black Brant IX | Canadà - Black Brant IX                          | Estats Units - White Sands LC-36                 | Estats Units - White Sands LC-36                     | Estats Units - NASA                                    | Estats Units - NASA                                    |
| 7 de novembre 19:30     | Estats Units - USC-7 |                                                  | Suborbital                                       | Solar                                                | 7 de novembre                                          | Reeixit                                                |
| 7 de novembre 19:30     | Apogeu: 300 km |                                                  |                                                  |                                                      |                                                        |                                                        |
| 8 de novembre 20:01:00  | Rússia - Proton-M/Briz-M | Rússia - Proton-M/Briz-M                         | Kazakhstan - Baikonur Site 200/39                | Kazakhstan - Baikonur Site 200/39                    | Rússia - Estats Units - International Launch Services  | Rússia - Estats Units - International Launch Services  |
| 8 de novembre 20:01:00  | Aràbia Saudita - Badr-4 (ARABSAT 4B) | ARABSAT                                          | Geosíncrona                                      | Comunicacions                                        | En òrbita                                              | Operacional                                            |
| 9 de novembre 08:51     | França - M51 | França - M51                                     | França - Biscarosse                              | França - Biscarosse                                  | França - French Navy                                   | França - French Navy                                   |
| 9 de novembre 08:51     | | French Navy                                      | Suborbital                                       | Prova de míssils                                     | 9 de novembre                                          | Reeixit                                                |
| 9 de novembre 08:51     | Apogeu: 1000 km |                                                  |                                                  |                                                      |                                                        |                                                        |
| 9 de novembre 11:35     | Rússia - UR-100NU | Rússia - UR-100NU                                | Kazakhstan - Baikonur Site 175/2                 | Kazakhstan - Baikonur Site 175/2                     | Rússia - RVSN                                          | Rússia - RVSN                                          |
| 9 de novembre 11:35     | | RVSN                                             | Suborbital                                       | Prova de míssils                                     | 9 de novembre                                          | Reeixit                                                |
| 9 de novembre 11:35     | Apogeu: 1000 km |                                                  |                                                  |                                                      |                                                        |                                                        |
| 16 de novembre          | Estats Units - Terrier-Orion | Estats Units - Terrier-Orion                     | Estats Units - PMRF                              | Estats Units - PMRF                                  | Estats Units - Marina dels Estats Units d'Amèrica      | Estats Units - Marina dels Estats Units d'Amèrica      |
| 16 de novembre          | Estats Units - ARAV-B | Marina dels Estats Units d'Amèrica               | Suborbital                                       | Objectiu                                             | 16 de novembre                                         | Reeixit                                                |
| 16 de novembre          | Apogeu: 150 km |                                                  |                                                  |                                                      |                                                        |                                                        |
| 16 de novembre          | Pakistan - Ghauri | Pakistan - Ghauri                                | Pakistan - Tilla                                 | Pakistan - Tilla                                     | Pakistan - Army of Pakistan                            | Pakistan - Army of Pakistan                            |
| 16 de novembre          | Pakistan - Haft-5 | Exèrcit del Pakistan                             | Suborbital                                       | Prova de míssils                                     | 16 de novembre                                         | Reeixit                                                |
| 16 de novembre          | Apogeu: 100 km |                                                  |                                                  |                                                      |                                                        |                                                        |
| 17 de novembre 19:12:00 | Estats Units - Delta II 7925 | Estats Units - Delta II 7925                     | Estats Units - Cape Canaveral SLC-17A            | Estats Units - Cape Canaveral SLC-17A                | Estats Units - Boeing IDS                              | Estats Units - Boeing IDS                              |
| 17 de novembre 19:12:00 | Estats Units - USA-192 (GPS IIR-16/M3) | Força Aèria dels Estats Units d'Amèrica          | Òrbita mitjana                                   | Navegació                                            | En òrbita                                              | Operacional                                            |
| 21 de novembre 02:00    | Canadà - Black Brant IX | Canadà - Black Brant IX                          | Estats Units - White Sands LC-36                 | Estats Units - White Sands LC-36                     | Estats Units - NASA                                    | Estats Units - NASA                                    |
| 21 de novembre 02:00    | Estats Units - CyXESS |                                                  | Suborbital                                       | XR Astronomia                                        | 21 de novembre                                         | Reeixit                                                |
| 21 de novembre 02:00    | Apogeu: 300 km |                                                  |                                                  |                                                      |                                                        |                                                        |
| 21 de novembre          | Estats Units - UGM-133 Trident II (D5) | Estats Units - UGM-133 Trident II (D5)           | Estats Units - USS Maryland, ETR                 | Estats Units - USS Maryland, ETR                     | Estats Units - Marina dels Estats Units d'Amèrica      | Estats Units - Marina dels Estats Units d'Amèrica      |
| 21 de novembre          | | Marina dels Estats Units d'Amèrica               | Suborbital                                       | Prova de míssils                                     | 21 de novembre                                         | Reeixit                                                |
| 21 de novembre          | Apogeu: 1000 km |                                                  |                                                  |                                                      |                                                        |                                                        |
| 21 de novembre          | Estats Units - UGM-133 Trident II (D5) | Estats Units - UGM-133 Trident II (D5)           | Estats Units - USS Maryland, ETR                 | Estats Units - USS Maryland, ETR                     | Estats Units - Marina dels Estats Units d'Amèrica      | Estats Units - Marina dels Estats Units d'Amèrica      |
| 21 de novembre          | | Marina dels Estats Units d'Amèrica               | Suborbital                                       | Prova de míssils                                     | 21 de novembre                                         | Reeixit                                                |
| 21 de novembre          | Apogeu: 1000 km |                                                  |                                                  |                                                      |                                                        |                                                        |
| 26 de novembre          | Índia - Prithvi | Índia - Prithvi                                  | Índia - Integrated Test Range LC-3               | Índia - Integrated Test Range LC-3                   | Índia - DRDO                                           | Índia - DRDO                                           |
| 26 de novembre          | | DRDO                                             | Suborbital                                       | Prova de míssils                                     | 26 de novembre                                         | Reeixit                                                |
| 26 de novembre          | Apogeu: 100 km |                                                  |                                                  |                                                      |                                                        |                                                        |
| 27 de novembre 04:45    | Índia - Prithvi | Índia - Prithvi                                  | Índia - Integrated Test Range LC-3               | Índia - Integrated Test Range LC-3                   | Índia - DRDO                                           | Índia - DRDO                                           |
| 27 de novembre 04:45    | | DRDO                                             | Suborbital                                       | Objectiu                                             | 27 de novembre                                         | Reeixit                                                |
| 27 de novembre 04:45    | Apogeu: 100 km, interceptat per un altre Prithvi |                                                  |                                                  |                                                      |                                                        |                                                        |
| 27 de novembre 04:46    | Índia - Prithvi | Índia - Prithvi                                  | Índia - Integrated Test Range LC-4               | Índia - Integrated Test Range LC-4                   | Índia - DRDO                                           | Índia - DRDO                                           |
| 27 de novembre 04:46    | | DRDO                                             | Suborbital                                       | Prova ABM                                            | 27 de novembre                                         | Reeixit                                                |
| 27 de novembre 04:46    | Apogeu: 100 km, interceptat per una altra Prithvi |                                                  |                                                  |                                                      |                                                        |                                                        |
| 29 de novembre          | Pakistan - Shaheen-I | Pakistan - Shaheen-I                             | Pakistan - Sonmiani                              | Pakistan - Sonmiani                                  | Pakistan - Army of Pakistan                            | Pakistan - Army of Pakistan                            |
| 29 de novembre          | Pakistan - Haft-4 | Exèrcit del Pakistan                             | Suborbital                                       | Objectiu                                             | 29 de novembre                                         | Reeixit                                                |
| 29 de novembre          | Apogeu: 100 km |                                                  |                                                  |                                                      |                                                        |                                                        |
| Desembre                | |                                                  |                                                  |                                                      |                                                        |                                                        |
| 7 de desembre           | Estats Units - Aries | Estats Units - Aries                             | Estats Units - PMRF                              | Estats Units - PMRF                                  | Estats Units - Marina dels Estats Units d'Amèrica      | Estats Units - Marina dels Estats Units d'Amèrica      |
| 7 de desembre           | Estats Units - FTM-11 Objectiu | Marina dels Estats Units d'Amèrica/MDA           | Suborbital                                       | Objectiu                                             | 7 de desembre                                          | Reeixit                                                |
| 7 de desembre           | Apogeu: 300 km, AEGIS - Objectiu |                                                  |                                                  |                                                      |                                                        |                                                        |
| 8 de desembre 00:53     | Xina - Llarga Marxa 3A | Xina - Llarga Marxa 3A                           | Xina - Xichang LA-2                              | Xina - Xichang LA-2                                  | Xina - CASC                                            | Xina - CASC                                            |
| 8 de desembre 00:53     | Xina - Feng Yun 2D | CMA                                              | Geosíncrona                                      | Meteorologia                                         | En òrbita                                              | Operacional                                            |
| 8 de desembre 22:08     | Europa - Ariane 5ECA | Europa - Ariane 5ECA                             | França - Kourou ELA-3                            | França - Kourou ELA-3                                | França - Arianespace                                   | França - Arianespace                                   |
| 8 de desembre 22:08     | Estats Units - WildBlue 1 | WildBlue                                         | Geosíncrona                                      | Comunicacions                                        | En òrbita                                              | Operacional                                            |
| 8 de desembre 22:08     | Estats Units - AMC-18 | SES Americom                                     | Geosíncrona                                      | Comunicacions                                        | En òrbita                                              | Operacional                                            |
| 10 de desembre 01:47:35 | Estats Units - Transbordador espacial Discovery | Estats Units - Transbordador espacial Discovery  | Estats Units - Kennedy Space Center LC-39B       | Estats Units - Kennedy Space Center LC-39B           | Estats Units - United Space Alliance                   | Estats Units - United Space Alliance                   |
| 10 de desembre 01:47:35 | Estats Units - STS-116 | NASA                                             | Òrbita baixa (ISS)                               | Acoblament de la ISS                                 | 22 de desembre 22:32                                   | Reeixit                                                |
| 10 de desembre 01:47:35 | Estats Units - Spacehab LSM | NASA                                             | Òrbita baixa (STS)                               | Logística                                            | 22 de desembre 22:32                                   | Reeixit                                                |
| 10 de desembre 01:47:35 | Nacions Unides - ITS P5 Truss | NASA                                             | Òrbita baixa (ISS)                               | Component de la ISS (Estació espacial internacional) | En òrbita                                              | Operacional                                            |
| 10 de desembre 01:47:35 | Estats Units - ANDE-MAA | US Naval Academy                                 | Òrbita baixa                                     | Tecnologia                                           | 9 de febrer 2007                                       | Error parcial del vehicle                              |
| 10 de desembre 01:47:35 | Estats Units - ANDE-FACL | US Naval Academy                                 | Òrbita baixa                                     | Tecnologia                                           | 9 de febrer 2007                                       | Reeixit                                                |
| 10 de desembre 01:47:35 | Estats Units - RAFT1 | US Naval Academy                                 | Òrbita baixa                                     | Calibration                                          | En òrbita                                              | Operacional                                            |
| 10 de desembre 01:47:35 | Estats Units - MARScom (NMARS) | US Naval Academy                                 | Òrbita baixa                                     | Calibration                                          | En òrbita                                              | Operacional                                            |
| 10 de desembre 01:47:35 | Estats Units - MEPSI-2 | DARPA                                            | Òrbita baixa                                     | Tecnologia                                           | 8 de març 2007                                         | Reeixit                                                |
| 10 de desembre 01:47:35 | Vol espacial orbital tripulat amb 7 astronautes, incloent el primer viatger espacial suec; Intercanvi de tripulació de la ISS. L'ANDE-MAA va fallar en desplegar-se després de quedar-se atrapat en el pot de llançament, però encara hi va haver transmissió de dades; el RAFT1, MARScom, i el MEPSI-2 eren cubesats.                        |                                                  |                                                  |                                                      |                                                        |                                                        |
| 11 de desembre 23:28:43 | Rússia - Proton-M/Briz-M | Rússia - Proton-M/Briz-M                         | Kazakhstan - Baikonur Site 200/39                | Kazakhstan - Baikonur Site 200/39                    | Rússia - Estats Units - International Launch Services  | Rússia - Estats Units - International Launch Services  |
| 11 de desembre 23:28:43 | Malàisia - MEASAT-3 | MEASAT                                           | Geosíncrona                                      | Comunicacions                                        | En òrbita                                              | Operacional                                            |
| 14 de desembre 21:00:00 | Estats Units - Delta II 7920-10 | Estats Units - Delta II 7920-10                  | Estats Units - Vandenberg SLC-2W                 | Estats Units - Vandenberg SLC-2W                     | Estats Units - United Launch Alliance                  | Estats Units - United Launch Alliance                  |
| 14 de desembre 21:00:00 | Estats Units - USA-193 | NRO                                              | Òrbita baixa                                     | Radar Imatgeria Tecnologia (sense confirmar)         | 21 de febrer 2008 03:29                                | Error del vehicle                                      |
| 14 de desembre 21:00:00 | Llançament del NRO núm. 21, primer llançament a ser conduït per la United Launch Alliance. El satèl·lit no va contactar amb terra, va ser destruït per l'ASAT SM-3 el 21 de febrer 2008. |                                                  |                                                  |                                                      |                                                        |                                                        |
| 16 de desembre 12:00:00 | Estats Units - Minotaur I | Estats Units - Minotaur I                        | Estats Units - MARS LP-0B                        | Estats Units - MARS LP-0B                            | Estats Units - Orbital Sciences                        | Estats Units - Orbital Sciences                        |
| 16 de desembre 12:00:00 | Estats Units - TacSat 2 | NRL                                              | Òrbita baixa                                     | Òptic/Imatgeria Tecnologia                           | 5 de febrer 2011                                       | Reeixit                                                |
| 16 de desembre 12:00:00 | Estats Units - GeneSat | NASA                                             | Òrbita baixa                                     | Biològic                                             | 4 d'agost 2010 20:43                                   | Reeixit                                                |
| 16 de desembre 12:00:00 | Primer llançament des del Mid-Atlantic Regional Spaceport. Poca o cap imatgeria retornada pel TacSat causa de la disputa política. TacSat va perdre contacte amb terra en el gener del 2008. |                                                  |                                                  |                                                      |                                                        |                                                        |
| 18 de desembre 06:32    | Japó - H-IIA 204 | Japó - H-IIA 204                                 | Japó - Tanegashima LA-Y1                         | Japó - Tanegashima LA-Y1                             | Japó - JAXA                                            | Japó - JAXA                                            |
| 18 de desembre 06:32    | Japó - Kiku-8 (ETS-VIII) | JAXA                                             | Geosíncrona                                      | Tecnologia                                           | En òrbita                                              | Operacional                                            |
| 18 de desembre 06:32    | Vol inaugural del H-IIA 204, es va desplegar totalment l'antena un dia més tard |                                                  |                                                  |                                                      |                                                        |                                                        |
| 19 de desembre 14:00:19 | Rússia - Kosmos-3M | Rússia - Kosmos-3M                               | Rússia - Plesetsk Site 132/1                     | Rússia - Plesetsk Site 132/1                         | Alemanya - Rússia - COSMOS International               | Alemanya - Rússia - COSMOS International               |
| 19 de desembre 14:00:19 | Alemanya - SAR-Lupe 1 | Bundeswehr                                       | Òrbita baixa                                     | Radar Imatgeria                                      | En òrbita                                              | Operacional                                            |
| 24 de desembre 08:34:44 | Rússia - Soiuz-2.1a/Fregat | Rússia - Soiuz-2.1a/Fregat                       | Rússia - Plesetsk Site 43/4                      | Rússia - Plesetsk Site 43/4                          | Rússia - VKS                                           | Rússia - VKS                                           |
| 24 de desembre 08:34:44 | Rússia - Meridian 1 (11L) | VKS                                              | Molniya                                          | Comunicacions                                        | En òrbita                                              | Operacional                                            |
| 24 de desembre          | Rússia - RSM-56 Bulava (R-30) | Rússia - RSM-56 Bulava (R-30)                    | Rússia - RFS Dmitriy Donskoy, Beloye More        | Rússia - RFS Dmitriy Donskoy, Beloye More            | Rússia - VMF                                           | Rússia - VMF                                           |
| 24 de desembre          | | VMF                                              | Suborbital                                       | Prova de míssils                                     | 24 de desembre                                         | Error de llançament                                    |
| 24 de desembre          | Apogeu: 1 km, malfuncionament en la primera etapa |                                                  |                                                  |                                                      |                                                        |                                                        |
| 25 de desembre 20:18:12 | Rússia - Proton-K/DM-2 | Rússia - Proton-K/DM-2                           | Rússia - Baikonur Site 81/24                     | Rússia - Baikonur Site 81/24                         | Rússia - VKS                                           | Rússia - VKS                                           |
| 25 de desembre 20:18:12 | Rússia - Kosmos 2424 (GLONASS-M) | KNITs                                            | Òrbita mitjana                                   | Navegació                                            | En òrbita                                              | Operacional                                            |
| 25 de desembre 20:18:12 | Rússia - Kosmos 2425 (GLONASS-M) | KNITs                                            | Òrbita mitjana                                   | Navegació                                            | En òrbita                                              | Operacional                                            |
| 25 de desembre 20:18:12 | Rússia - Kosmos 2426 (GLONASS-M) | KNITs                                            | Òrbita mitjana                                   | Navegació                                            | En òrbita                                              | Operacional                                            |
| 27 de desembre 14:23:38 | Rússia - Soiuz-2.1b/Fregat | Rússia - Soiuz-2.1b/Fregat                       | Kazakhstan - Baikonur Site 31/6                  | Kazakhstan - Baikonur Site 31/6                      | Europa - Rússia - Starsem                              | Europa - Rússia - Starsem                              |
| 27 de desembre 14:23:38 | França - CoRoT | CNES                                             | Òrbita baixa                                     | Astronomia                                           | En òrbita                                              | Operacional                                            |
| 27 de desembre 14:23:38 | Vol inaugural del Soiuz-2.1b/Fregat |                                                  |                                                  |                                                      |                                                        |                                                        |
| Unknown                 | Estats Units - UGM-133 Trident II (D5) | Estats Units - UGM-133 Trident II (D5)           | Estats Units - Submarine, WTR                    | Estats Units - Submarine, WTR                        | Estats Units - Marina dels Estats Units d'Amèrica      | Estats Units - Marina dels Estats Units d'Amèrica      |
| Unknown                 | | Marina dels Estats Units d'Amèrica               | Suborbital                                       | Prova de míssils                                     |                                                        | Reeixit                                                |
| Unknown                 | Apogeu: 1000 km |                                                  |                                                  |                                                      |                                                        |                                                        |
| Unknown                 | Estats Units - UGM-133 Trident II (D5) | Estats Units - UGM-133 Trident II (D5)           | Estats Units - Submarine, WTR                    | Estats Units - Submarine, WTR                        | Estats Units - Marina dels Estats Units d'Amèrica      | Estats Units - Marina dels Estats Units d'Amèrica      |
| Unknown                 | | Marina dels Estats Units d'Amèrica               | Suborbital                                       | Prova de míssils                                     |                                                        | Reeixit                                                |
| Unknown                 | Apogeu: 1000 km |                                                  |                                                  |                                                      |                                                        |                                                        |

## Encontres espacials el 2006
| Data (GMT)     | Nau espacial                | Esdeveniment                                            | Comentaris                |
| -------------- | --------------------------- | ------------------------------------------------------- | ------------------------- |
| 15 de gener    | Stardust                    | La càpsula va aterrar a la Terra amb mostres de cometes |                           |
| 15 de gener    | Cassini                     | 10è sobrevol de Tità                                    | Apropament màxim: 2042 km |
| 27 de febrer   | Cassini                     | 11è sobrevol de Tità                                    | Apropament màxim: 1812 km |
| 10 de març     | Mars Reconnaissance Orbiter | Inserció en òrbita areocèntrica                         |                           |
| 18 de març     | Cassini                     | 12è sobrevol de Tità                                    | Apropament màxim: 1947 km |
| 11 d'abril     | Venus Express               | Inserció en òrbita citereana                            |                           |
| 30 d'abril     | Cassini                     | 13è sobrevol de Tità                                    | Apropament màxim: 1853 km |
| 20 de maig     | Cassini                     | 14è sobrevol de Tità                                    | Apropament màxim: 1879 km |
| 2 de juliol    | Cassini                     | 15è sobrevol de Tità                                    | Apropament màxim: 1911 km |
| 22 de juliol   | Cassini                     | 16è sobrevol de Tità                                    | Apropament màxim: 950 km  |
| 4 de setembre  | SMART-1                     | Impacte lunar                                           |                           |
| 7 de setembre  | Cassini                     | 17è sobrevol de Tità                                    | Apropament màxim: 950 km  |
| 23 de setembre | Cassini                     | 18è sobrevol de Tità                                    | Apropament màxim: 950 km  |
| 9 d'octubre    | Cassini                     | 19è sobrevol de Tità                                    | Apropament màxim: 950 km  |
| 23 d'octubre   | MESSENGER                   | 1r sobrevol de Venus                                    | Assistència gravitacional |
| 25 d'octubre   | Cassini                     | 20è sobrevol de Tità                                    | Apropament màxim: 950 km  |
| 12 de desembre | Cassini                     | 21è sobrevol de Tità                                    | Apropament màxim: 950 km  |
| 28 de desembre | Cassini                     | 22è sobrevol de Tità                                    | Apropament màxim: 1500 km |

## EVAs
| Inici Data/Hora      | Duració           | Fi Hora              | Nau espacial            | Tripulació                                                                    | Funció | Comentaris |
| -------------------- | ----------------- | -------------------- | ----------------------- | ----------------------------------------------------------------------------- | --- | --- |
| 3 de febrer 09:55    | 5 hores 43 minuts | 16:27                | Expedition 12 ISS Pirs  | Estats Units - William S. McArthur · Rússia - Valery Tokarev                  | Es llança el SuitSat-1, es mou l'experiment Biorisk, es fotografia un sensor per un experiment de micrometeoroide, i es corden els enllaços del Mobile Transporter. | |
| 1 de juny 23:48      | 6 hores 31 minuts | 2 de juny 06:19      | Expedition 13 ISS Pirs  | Rússia - Pàvel Vinogràdov · Estats Units - Jeffrey Williams                   | Es repara un orifici de ventilació per a la unitat d'electronst, es mou l'experiment Biorisk, es mou un dispositiu de vigilància de la contaminació en el Zvezda, i se substitueix una càmera que funcionava malament a la cambra del Mobile Base System. | |
| 8 de juliol 13:17    | 7 hores 31 minuts | 20:48                | STS-121 ISS Quest       | Regne Unit/ Estats Units - Piers Sellers · Estats Units - Michael E. Fossum   | S'instal·la un bloquejador de fulla en el zenit del Interface Umbilical Assembly (IUA) per protegir els cables d'energia, les dades i de vídeo en bon estat, es desvia el cable per preparar el segon EVA. Es comprova la combinació del SSRMS i el Orbiter Boom Sensor System com a plataforma pels astronautes per fer les reparacions a un vehicle orbital danyat. | |
| 10 de juliol 12:14   | 6 hores 47 minuts | 19:01                | STS-121 ISS Quest       | Regne Unit/ Estats Units - Piers Sellers · Estats Units - Michael E. Fossum   | Es restaura el Mobile Transporter a ple funcionament, i es va lliurar una bomba de recanvi per al sistema de refredament de l'estació. | |
| 12 de juliol 07:11   | 6 hores 20 minuts | 13:31                | STS-121 ISS Quest       | Regne Unit/ Estats Units - Piers Sellers · Estats Units - Michael E. Fossum   | S'utilitza una càmera d'infraroigs èr capturar els 20 segons de video dels panells de carboni reforçat amb fibra de carboni (RCC) a la vora de l'ala del transbordador, i després es va traslladar a la zona de càrrega per posar a prova una fitxa de trasllat de material de reparació conegut com a NOAX en les llosetes del transbordador que van ser transportades en un contenidor de prova. | |
| 3 d'agost 14:04      | 5 hores 54 minuts | 19:58                | Expedition 13 ISS Quest | Estats Units - Jeffrey Williams · Alemanya - Thomas Reiter                    | Es va instal·lar el Floating Potential Measurement Unit, dos contenidors del MISSE, un controlador per a un conjunt de radiador tèrmic rotatiu en la carcassa del S1, un pont d'estribord i el dispositiu de posicionament sobre el carret del S1, una llum en l'entramat ferroviari de carros de mà, i s'instal·la i se substitueix l'antena GPS avariada. Provada una càmera d'infrarojos dissenyada per detectar danys en les llosetes de protecció tèrmica del transbordador. Inspecció i fotografia d'una rascada a la cambra d'aire del Quest. | |
| 12 de setembre 10:17 | 5 hores 26 minuts | 15:43                | STS-115 ISS Quest       | Estats Units - Joseph R. Tanner · Estats Units - Heidemarie Stefanyshyn-Piper | La configuració inicial de la P3/P4 truss. Connectat cables de potència en l'armadura, es dona a conèixer les restriccions de llançament de la caixa blanca del panell solar, el Beta Gimbal Assembly, i els panells solars. Es configura el Solar Alpha Rotary Joint, i es va treure dos dispositius d'interrupció de circuit per preparar-se pel STS-116. | Piper es va convertir en la setena dona astronauta nord-americana i la vuitena persona en realitzar un passeig espacial. |
| 13 de setembre 09:05 | 7 hores 11 minuts | 16:16                | STS-115 ISS Quest       | Estats Units - Daniel C. Burbank · Canadà - Steven MacLean                    | Es va continuar la instal·lació de la carcassa del P3/4 a l'estació, i es va activar el SARJ. | |
| 15 de setembre 10:00 | 6 hores 42 minuts | 16:42                | STS-115 ISS Quest       | Estats Units - Joseph R. Tanner · Estats Units - Heidemarie Stefanyshyn-Piper | Es va instal·lar un radiador en la carcassa del P3/4, es va encendre el radiador de refrigeració pels nous panells solars, es va substituir una antena de ràdio en banda S, i es va instal·lar protecció tèrmica per una altra antenna. En Tanner va prendre fotografies de les ales del transbordador utilitzant una càmera d'infraroigs. | |
| 22 de novembre 23:17 | 5 hores 38 minuts | 23 de novembre 04:55 | Expedition 14 ISS Pirs  | Rússia - Mikhaïl Tiurin · Estats Units - Michael Lopez-Alegria                | L'esdeveniment "Orbitant a tir de golf" patrocinat per una empresa de golf canadenca. Lopez-Alegria va posar el pal a l'escala exterior del Pirs, mentre que Tiurin va col·locar una càmera, i després va realitzar el tir de golf. Es va inspeccionar i fotografiar l'antena Kurs, es va reubicar l'antena WAL de l'ATV, es va instal·lar un experiment de neutrons al BTN, i es va desfer de dues cobertes tèrmiques de la BTN. | |
| 12 de desembre 20:31 | 6 hores 36 minuts | 13 de desembre 03:07 | STS-116 ISS Quest       | Estats Units - Robert Curbeam · Suècia - Christer Fuglesang                   | Es va instal·lar la carcassa del P5, i es va substituir una càmera de video en la carcassa del S1. | |
| 14 de desembre 19:41 | 5 hores           | 15 de desembre 00:41 | STS-116 ISS Quest       | Estats Units - Robert Curbeam · Suècia - Christer Fuglesang                   | Es van reconfigurar els canals 2–3 en l'armadura P3/P4 per prendre avantatge dels nous panells solars, es van traslladar dues carretes de mà que es mouen al llarg de l'armadura principal de l'estació, es va posar una coberta tèrmica del braç robòtic de l'estació, i es va instal·lar bosses d'eines per astronautes pel futur. | |
| 16 de desembre 19:25 | 7 hores 31 minuts | 17 de desembre 02:57 | STS-116 ISS Quest       | Estats Units - Robert Curbeam · Estats Units - Sunita Williams                | Es van configurar els canals 1 i 4 en la carcassa P3/P4 per prendre avantatge dels nous panells solars, es va instal·lar un accessori al braç robòtic, i es va col·locar tres paquets de panells d'escut de brossa espacial a l'exterior del Zvezda. El temps addicional es va gastar tractant d'ajudar a dissuadir els panells solars del P6 sacsejant la caixa de la consola de la seva base. | Williams va ser la vuitena americana i la novena dona en realitzar un passeig espacial.                                  |
| 18 de desembre 19:00 | 6 hores 38 minuts | 19 de desembre 01:38 | STS-116 ISS Quest       | Estats Units - Robert Curbeam · Suècia - Christer Fuglesang                   | Es va assistir els controladors de terra amb retracció dels panells solars del P6. | |

## Resum de llançaments orbitals

### Per país
| País                           | Llançaments | Reeixits | Errors | Errors parcials | Comentaris   |
| ------------------------------ | ----------- | -------- | ------ | --------------- | ------------ |
| Europa - Europa                | 5           | 5        | 0      | 0               |              |
| Índia                          | 1           | 0        | 1      | 0               |              |
| Nacions Unides - Internacional | 5           | 5        | 0      | 0               | (Sea Launch) |
| Japó                           | 6           | 6        | 0      | 0               |              |
| Corea del Nord                 | 1           | 0        | 1      | 0               | Disputat     |
| República Popular de la Xina   | 6           | 6        | 0      | 0               |              |
| Rússia                         | 25          | 23       | 2      | 0               |              |
| Estats Units                   | 18          | 17       | 1      | 0               |              |

### Per coet

#### Per família
| Coet                   | País                         | Llançaments | Reeixits | Errors | Errors parcials | Comentaris              |
| ---------------------- | ---------------------------- | ----------- | -------- | ------ | --------------- | ----------------------- |
| Ariane                 | Europe                       | 5           | 5        | 0      | 0               |                         |
| Atlas                  | Estats Units                 | 2           | 2        | 0      | 0               |                         |
| Delta                  | Estats Units                 | 9           | 9        | 0      | 0               |                         |
| Energia                | Ucraïna                      | 5           | 5        | 0      | 0               |                         |
| Falcon                 | Estats Units                 | 1           | 0        | 1      | 0               | Vol inaugural           |
| H-II                   | Japó                         | 4           | 4        | 0      | 0               |                         |
| Llarga Marxa           | República Popular de la Xina | 6           | 6        | 0      | 0               |                         |
| Minotaur               | Estats Units                 | 2           | 2        | 0      | 0               |                         |
| Mu                     | Japó                         | 2           | 2        | 0      | 0               | Retirat                 |
| Pegasus                | Estats Units                 | 1           | 1        | 0      | 0               |                         |
| R-7                    | Rússia                       | 12          | 12       | 0      | 0               |                         |
| R-14                   | Rússia                       | 1           | 1        | 0      | 0               |                         |
| R-29                   | Rússia                       | 1           | 1        | 0      | 0               |                         |
| R-36                   | Ucraïna                      | 3           | 2        | 1      | 0               |                         |
| SLV                    | Índia                        | 1           | 0        | 1      | 0               |                         |
| Transbordador espacial | Estats Units                 | 3           | 3        | 0      | 0               |                         |
| Topol                  | Rússia                       | 1           | 1        | 0      | 0               |                         |
| Unha                   | Corea del Nord               | 1           | 0        | 1      | 0               | Vol inaugural, disputat |
| Universal Rocket       | Rússia                       | 7           | 6        | 1      | 0               |                         |

#### Per tipus
| Coet                   | País                         | Família                | Llançaments | Reeixits | Errors | Errors parcials | Comentaris              |
| ---------------------- | ---------------------------- | ---------------------- | ----------- | -------- | ------ | --------------- | ----------------------- |
| Ariane 5               | Europe                       | Ariane                 | 5           | 5        | 0      | 0               |                         |
| Atlas V                | Estats Units                 | Atlas                  | 2           | 2        | 0      | 0               |                         |
| Delta II               | Estats Units                 | Delta                  | 6           | 6        | 0      | 0               |                         |
| Delta IV               | Estats Units                 | Delta                  | 3           | 3        | 0      | 0               |                         |
| Dnepr                  | Ucraïna                      | R-36                   | 2           | 1        | 1      | 0               |                         |
| Falcon 1               | Estats Units                 | Falcon                 | 1           | 0        | 1      | 0               | Vol inaugural           |
| GSLV                   | Índia                        | GSLV                   | 1           | 0        | 1      | 0               |                         |
| H-IIA                  | Japó                         | H-II                   | 4           | 4        | 0      | 0               |                         |
| Kosmos                 | Rússia                       | R-12/R-14              | 1           | 1        | 0      | 0               |                         |
| Llarga Marxa 2         | República Popular de la Xina | Llarga Marxa           | 1           | 1        | 0      | 0               |                         |
| Llarga Marxa 3         | República Popular de la Xina | Llarga Marxa           | 3           | 3        | 0      | 0               |                         |
| Llarga Marxa 4         | República Popular de la Xina | Llarga Marxa           | 2           | 2        | 0      | 0               |                         |
| M-V                    | Japó                         | Mu                     | 2           | 2        | 0      | 0               | Retirat                 |
| Minotaur I             | Estats Units                 | Minotaur               | 2           | 2        | 0      | 0               |                         |
| Molniya                | Rússia                       | R-7                    | 1           | 1        | 0      | 0               |                         |
| Pegasus                | Estats Units                 | Pegasus                | 1           | 1        | 0      | 0               |                         |
| Proton                 | Rússia                       | Universal Rocket       | 6           | 5        | 1      | 0               |                         |
| Shtil'                 | Rússia                       | R-29                   | 1           | 1        | 0      | 0               |                         |
| Soiuz                  | Rússia                       | R-7                    | 11          | 11       | 0      | 0               |                         |
| Transbordador espacial | Estats Units                 | Transbordador espacial | 3           | 3        | 0      | 0               |                         |
| Start                  | Rússia                       | Topol                  | 1           | 1        | 0      | 0               |                         |
| Tsiklon                | Ucraïna                      | R-36                   | 1           | 1        | 0      | 0               |                         |
| Unha                   | Corea del Nord               | Unha                   | 1           | 0        | 1      | 0               | Vol inaugural, disputat |
| UR-100                 | Rússia                       | Universal Rocket       | 1           | 1        | 0      | 0               |                         |
| Zenit                  | Ucraïna                      | Energia                | 5           | 5        | 0      | 0               |                         |

#### Per configuració
| Coet                   | País                         | Tipus                  | Llançaments | Reeixits | Errors | Errors parcials | Comentaris                                           |
| ---------------------- | ---------------------------- | ---------------------- | ----------- | -------- | ------ | --------------- | ---------------------------------------------------- |
| Ariane 5ECA            | Europe                       | Ariane 5               | 5           | 5        | 0      | 0               |                                                      |
| Atlas V 411            | Estats Units                 | Atlas V                | 1           | 1        | 0      | 0               | Vol inaugural                                        |
| Atlas V 551            | Estats Units                 | Atlas V                | 1           | 1        | 0      | 0               | Vol inaugural                                        |
| Delta II 7420          | Estats Units                 | Delta II               | 1           | 1        | 0      | 0               |                                                      |
| Delta II 7920          | Estats Units                 | Delta II               | 1           | 1        | 0      | 0               |                                                      |
| Delta II 7925          | Estats Units                 | Delta II               | 4           | 4        | 0      | 0               |                                                      |
| Delta IV-M             | Estats Units                 | Delta IV               | 1           | 1        | 0      | 0               |                                                      |
| Delta IV-M+(4,2)       | Estats Units                 | Delta IV               | 2           | 2        | 0      | 0               |                                                      |
| Dnepr-1                | Ucraïna                      | Dnepr                  | 2           | 1        | 1      | 0               |                                                      |
| Falcon 1               | Estats Units                 | Falcon 1               | 1           | 0        | 1      | 0               | Vol inaugural                                        |
| GSLV Mk.I              | Índia                        | GSLV                   | 1           | 0        | 1      | 0               |                                                      |
| H-IIA 202              | Japó                         | H-IIA                  | 1           | 1        | 0      | 0               |                                                      |
| H-IIA 204              | Japó                         | H-IIA                  | 1           | 1        | 0      | 0               | Vol inaugural                                        |
| H-IIA 2022             | Japó                         | H-IIA                  | 1           | 1        | 0      | 0               |                                                      |
| H-IIA 2024             | Japó                         | H-IIA                  | 1           | 1        | 0      | 0               |                                                      |
| Kosmos-3M              | Rússia                       | Kosmos                 | 1           | 1        | 0      | 0               |                                                      |
| Llarga Marxa 2C        | República Popular de la Xina | Llarga Marxa 2         | 1           | 1        | 0      | 0               |                                                      |
| Llarga Marxa 3A        | República Popular de la Xina | Llarga Marxa 3         | 2           | 2        | 0      | 0               |                                                      |
| Llarga Marxa 3B        | República Popular de la Xina | Llarga Marxa 3         | 1           | 1        | 0      | 0               |                                                      |
| Llarga Marxa 4B        | República Popular de la Xina | Llarga Marxa 4         | 1           | 1        | 0      | 0               |                                                      |
| Llarga Marxa 4B-II     | República Popular de la Xina | Llarga Marxa 4         | 1           | 1        | 0      | 0               | Vol inaugural, més tard Llarga Marxa 4C              |
| M-V                    | Japó                         | M-V                    | 2           | 2        | 0      | 0               | Retirat                                              |
| Minotaur I             | Estats Units                 | Minotaur I             | 2           | 2        | 0      | 0               |                                                      |
| Molniya-M/2BL          | Rússia                       | Molniya                | 1           | 1        | 0      | 0               |                                                      |
| Pegasus-XL             | Estats Units                 | Pegasus                | 1           | 1        | 0      | 0               |                                                      |
| Proton-K/DM-2          | Rússia                       | Proton                 | 1           | 1        | 0      | 0               |                                                      |
| Proton-K/DM-3          | Rússia                       | Proton                 | 1           | 1        | 0      | 0               |                                                      |
| Proton-M/Briz-M        | Rússia                       | Proton                 | 4           | 3        | 1      | 0               |                                                      |
| Rókot/Briz-KM          | Rússia                       | UR-100                 | 1           | 1        | 0      | 0               |                                                      |
| Shtil'                 | Rússia                       | Shtil'                 | 1           | 1        | 0      | 0               |                                                      |
| Soiuz-2.1a/Fregat      | Rússia                       | Soiuz                  | 2           | 2        | 0      | 0               | Vol inaugural, Primer llançament orbital del Soiuz-2 |
| Soiuz-2.1b/Fregat      | Rússia                       | Soiuz                  | 1           | 1        | 0      | 0               | vol inaugural del Soiuz-2.1b                         |
| Soiuz-FG               | Rússia                       | Soiuz                  | 2           | 2        | 0      | 0               |                                                      |
| Soiuz-U                | Rússia                       | Soiuz                  | 6           | 6        | 0      | 0               |                                                      |
| Transbordador espacial | Estats Units                 | Transbordador espacial | 3           | 3        | 0      | 0               |                                                      |
| Start-1                | Rússia                       | Start                  | 1           | 1        | 0      | 0               |                                                      |
| Tsiklon-2              | Ucraïna                      | Tsiklon                | 1           | 1        | 0      | 0               | Retirat                                              |
| Unha                   | Corea del Nord               | Unha                   | 1           | 0        | 1      | 0               | Vol inaugural, disputat                              |
| Zenit-3SL              | Ucraïna                      | Zenit                  | 5           | 5        | 0      | 0               |                                                      |

### Per zona de llançament
| Lloc            | País                           | Llançaments | Reeixits | Errors | Errors parcials | Comentaris                                |
| --------------- | ------------------------------ | ----------- | -------- | ------ | --------------- | ----------------------------------------- |
| Baikonur        | Kazakhstan                     | 17          | 15       | 2      | 0               |                                           |
| Barents         | Rússia                         | 1           | 1        | 0      | 0               | Llançat des del submarí K-84 Ekaterinburg |
| Cape Canaveral  | Estats Units                   | 7           | 7        | 0      | 0               |                                           |
| Dombarovsky     | Rússia                         | 1           | 1        | 0      | 0               | Primer llançament                         |
| Jiuquan         | República Popular de la Xina   | 1           | 1        | 0      | 0               |                                           |
| Kennedy         | Estats Units                   | 3           | 3        | 0      | 0               |                                           |
| Kwajalein Atoll | Illes Marshall                 | 1           | 0        | 1      | 0               |                                           |
| Kourou          | França                         | 5           | 5        | 0      | 0               |                                           |
| MARS            | Estats Units                   | 1           | 1        | 0      | 0               | Primer llançament                         |
| Ocean Odyssey   | Nacions Unides - International | 5           | 5        | 0      | 0               |                                           |
| Plesetsk        | Rússia                         | 5           | 5        | 0      | 1               |                                           |
| Satish Dhawan   | Índia                          | 1           | 0        | 1      | 0               |                                           |
| Svobodni        | Rússia                         | 1           | 1        | 0      | 0               | Primer llançament                         |
| Taiyuan         | República Popular de la Xina   | 2           | 2        | 0      | 0               |                                           |
| Tanegashima     | Japó                           | 4           | 4        | 0      | 0               |                                           |
| Tonghae         | Corea del Nord                 | 1           | 0        | 1      | 0               |                                           |
| Uchinoura       | Japó                           | 2           | 2        | 0      | 0               |                                           |
| Vandenberg      | Estats Units                   | 6           | 6        | 0      | 0               | Un llançament utilitzant l'avió Stargazer |
| Xichang         | República Popular de la Xina   | 3           | 3        | 0      | 0               |                                           |

### Per òrbita
| Règim orbital             | Llançaments | Reeixits | Errors | Aconseguits Accidentalment | Comentaris                                                             |
| ------------------------- | ----------- | -------- | ------ | -------------------------- | ---------------------------------------------------------------------- |
| Òrbita baixa              | 35          | 32       | 3      | 0                          | 8 cap a l'ISS, Inclou l'error de llançament disputat de Corea del Nord |
| Òrbita mitjana            | 3           | 3        | 0      | 1                          |                                                                        |
| Geosíncrona/transferència | 24          | 22       | 2      | 0                          |                                                                        |
| Òrbita alta               | 3           | 3        | 0      | 0                          | Inclont les òrbites de transferència lunar i de Molnia                 |
| Heliocèntrica             | 2           | 2        | 0      | 0                          | Incloent les òrbites planetàries de transferència                      |